# Équipe de Pologne de football
Cet article traite de l'équipe masculine. Pour l'équipe féminine, voir Équipe de Pologne féminine de football.
Maillots
L'équipe de Pologne de football (en polonais : Reprezentacja Polski w piłce nożnej) est l'équipe nationale qui représente la Pologne dans les compétitions internationales masculines de football, sous l'égide de la fédération polonaise de football (PZPN). Elle consiste en une sélection des meilleurs joueurs polonais.
Après la fondation de la fédération polonaise de football le 20 décembre 1919, l'équipe nationale dispute la première rencontre de son histoire en 1921 face à la Hongrie. Affiliée à la FIFA à partir de 1923, la sélection polonaise dispute sa première compétition internationale lors des Jeux olympiques d'été de 1924, y étant éliminée dès le tour préliminaire.
Les années 1970 marquent l’apogée du football polonais. Deux troisièmes places en Coupe du monde en 1974 et 1982 ainsi que deux médailles olympiques, une en or aux Jeux olympiques de 1972, l'autre d'argent aux Jeux olympiques de 1976 sont les plus grandes performances de l'équipe. Après quatre participations consécutives en Coupe du monde (de 1974 à 1986), la Pologne n'a plus disputé de tournoi majeur pendant seize ans.
Les années 2000 sont une période du renouveau de la Pologne, la sélection se qualifiant deux fois consécutivement en phase finale de Coupe du monde, en 2002 puis en 2006. Elle se qualifie également pour la première fois au tournoi européen en 2008 avant de coorganiser quatre ans plus tard la compétition.
De 1956 à 2009, les Polonais disputent la plupart de leurs rencontres importantes à domicile au Stadion Śląski de Chorzów. Depuis 2012, ils évoluent principalement au stade national de Varsovie, d'une capacité de 58 145 places, situé à Varsovie. Jan Urban, footballeur international de 1985 à 1991, est le sélectionneur de l'équipe depuis le 16 juillet 2025. En juillet 2025, les Polonais pointent à la 37e place du classement FIFA.

## Histoire

### Les débuts du football polonais

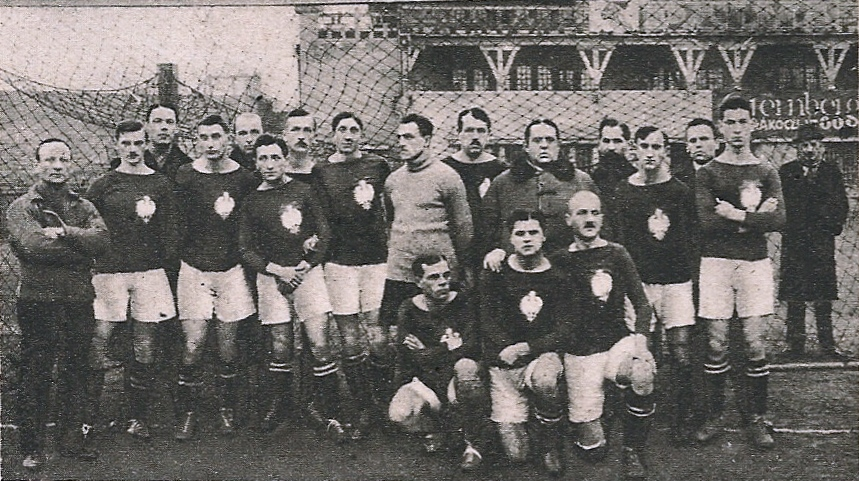
Équipe de Pologne avant son premier match contre la Hongrie en 1921.

La fédération de Pologne de football (Polski Zwiazek Pilki Noznej) est fondée le 20 décembre 1919 à Varsovie. Elle organise la première édition du championnat national dès 1921, avec seulement cinq formations. La Fédération de Pologne s'affilie à la FIFA le 20 avril 1923.
Le 18 décembre 1921, l’Équipe de Pologne (Reprezentacja Polski w piłce nożnej) joue son premier match, contre la Hongrie à l’extérieur à Budapest, où elle s'incline sur le score de 1 but à 0. Les Polonais disputent leur premier match à domicile face à cette même sélection hongroise qui s'impose sur le score de 3 but à 0. La Pologne remporte son premier match officiel 2-1 contre la Suède à Stockholm le 28 mai 1922. La Pologne dispute son premier match officiel le 26 mai 1924 au Stade Bergeyre de Paris contre la Hongrie, ce match a pour cadre le tour préliminaire des Jeux Olympiques 1924, la Pologne s'incline très largement lors de ce match (0-5).
Durant cette période, les hommes de Józef Kałuża participent aux éliminatoires de la Coupe du monde 1934, joués quelques semaines seulement avant le début du tournoi. Absents de l'édition inaugurale, où les équipes étaient invitées, les Polonais sont éliminés par la Tchécoslovaquie, les deux sélections devaient se rencontrer en matchs aller-retour pour désigner l'équipe qualifiée pour la Coupe du monde 1934. Le match aller est remporté par la Tchécoslovaquie à Varsovie. En raison d'un différend à propos de la frontière entre la Pologne et la Tchécoslovaquie, le gouvernement polonais n'autorisa pas son équipe nationale à quitter le territoire. La Pologne déclara ainsi forfait pour le match retour en Tchécoslovaquie.
En 1936, la Pologne dispute sa première phase finale de compétition officielle, l’équipe olympique de Pologne termine quatrième des Jeux Olympiques de Berlin, menée par son attaquant Hubert Gad auteur d'un doublé, la Pologne élimine au Premier tour la Hongrie sur la marque de trois buts à zéro, la Pologne continue son parcours en quart de finale lors d'un match épique face à la Grande-Bretagne, le triplé de Gerard Wodarzpermet au siens de l'emporter (5-4), en demi finale la Pologne affronte l'Autriche contre laquelle elle s'incline (3-1), lors du match pour la médaille de bronze la Pologne enregistre un nouveau revers avec la défaite (3-2) contre la Norvège, elle doit donc se contenter de la quatrième place.

### La Pologne de 1938 à 1970: une difficile mise en route

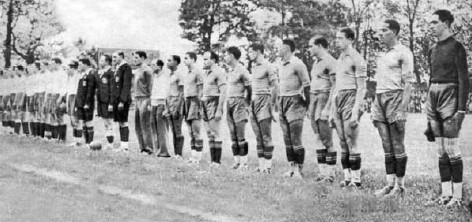
Les équipes polonaises et brésiliennes avant le huitième de final de Coupe du monde.

Les éliminatoires pour la Coupe du monde 1938 se résument pour la Pologne à une rencontre en matchs aller-retour face à la Yougoslavie dans un groupe de deux. Lors du match aller joué le 10 octobre 1937 à Varsovie, les Polonais s'imposent (4-0), notamment grâce au doublé de Leonard Piątek dans les premières minutes. Le match retour est disputé à Belgrade, la Yougoslavie s'impose (1-0) mais ce sont les Polonais qui se qualifient grâce au large succès du match aller. Les hommes de Józef Kałuża disputent un unique match de préparation face à l'Irlande contre laquelle la Pologne s'impose aisément (6-0).
Les coéquipiers de Władysław Szczepaniak affrontent en huitièmes de finale du mondial français le Brésil lors d'une rencontre qui demeure un des matchs les plus prolifiques de l'histoire du tournoi. Menée 3-1 à la mi-temps, la Pologne revient au score en seconde mi-temps et accroche un score de parité à la fin du temps réglementaire (4-4). Malgré un Ernest Wilimowski exceptionnel et auteur d'un quadruplé dont le but de l'égalisation polonaise dans les dernière minutes du temps réglementaire, le Brésil réussit à faire la différence en prolongation (5-6),,.
Le 27 août 1939, la Pologne reçoit la Hongrie, soit 5 jours avant l'invasion de la Pologne, et s’impose (4-2). Ce match est donc l'ultime représentation de la sélection polonaise avant la Seconde Guerre mondiale. Pendant 6 années, le football est mis de côté. Après l’intervention soviétique de 1945, le sport reprend ses droits. Cependant, tous les joueurs principaux de l'équipe nationale arrêtent leur carrière internationale.
Au lendemain de la Seconde Guerre mondiale, la Pologne se retrouve dans la zone d'influence de l'URSS. En 1947, son équipe de football est reprise en main par Henryk Reyman pour les trois premières rencontres. Le 11 juin 1947, les Polonais se déplacent à Oslo pour disputer face à la Norvège sa première rencontre depuis près de 8 ans et s'inclinent (3-1). Les Polonais remportent leur premier succès d'après-guerre le 17 septembre 1947 face à la Finlande (4-1) à Helsinki. Le 26 juin 1948 la Pologne enregistre contre le Danemark la plus large défaite de son histoire (8-0).
En 1952, les Polonais participent aux Jeux olympiques d'Helsinki. Au tour préliminaire, la sélection olympique polonaise dispose de la France sur la marque de deux buts à un. Six jours plus tard, la Pologne rencontre à Turku le Danemark en huitième de finale et s'incline (2-0). La Pologne s'inscrit à la Coupe du monde 1954, mais elle déclare forfait avant son premier match de phase préliminaire, laissant son adversaire, le grandissime favori de l'épreuve, la Hongrie se qualifier sans jouer. La fédération polonaise devient membre de l'UEFA le 2 mars 1955.
Les Polonais sont en revanche bien présents lors des qualifications à la Coupe du monde 1958. Placée dans un groupe de trois équipes en compagnie de l'URSS et de la Finlande, ils terminent en tête à égalité de points avec les Soviétiques et un match d'appui sur terrain neutre, joué à Leipzig, est nécessaire pour départager les deux formations. Les Polonais s'inclinent (2-0) et sont éliminés. La Pologne est l'un des dix-sept inscrits à la première Coupe d'Europe de football des nations 1960. En huitièmes de finale, les Polonais affrontent l'Espagne et perdent (4-2) au match aller à domicile puis (3-0) au match retour à Madrid, et sont éliminés dès le premier tour.
En 1960, la Pologne participe aux Jeux olympiques de Rome. Lors de cette édition, les seize participants sont répartis au premier tour dans quatre groupes de quatre et seuls les vainqueurs de groupe accèdent aux demi-finales. La Pologne lance idéalement sa compétition en s'imposant (6-1) face à la Tunisie notamment grâce à l'excellente prestation de son attaquant Ernest Pohl auteur d'un quintuplé. Lors de la seconde journée, la Pologne pense tenir le match nul contre les Danois avant de céder dans les dernières minutes (2-1). La Pologne perd ensuite son dernier match contre l'Argentine (2-0).
L'année suivante, la Pologne participe aux qualifications de la Coupe du monde 1962, et échoue une nouvelle fois. Elle est en effet éliminée par la Yougoslavie : défaite (2-1) à l'aller à Belgrade, et match nul (1-1) au retour. Le 4 septembre 1963 à Szczecin, la Pologne enregistre contre la Norvège sa plus large victoire depuis 1921, avec un score de 9 buts à 0, un record qui tiendra plus de 45 ans, jusqu'au 1er avril 2009. Par la suite, les Polonais disputent la Coupe d'Europe des nations 1964. ils sont éliminés dès le tour préliminaire par l'Irlande du Nord, avec deux défaites sur le même score (2-0).
Au cours des années 1964 et 1965, les Polonais participent aux qualifications de la Coupe du monde 1966. Ils se classent 3e de leur groupe éliminatoire derrière l'Italie et l'Écosse. Lors des éliminatoires du Championnat d'Europe de football 1968, la Pologne termine de nouveau 3e de son groupe préliminaire. À la suite de cette nouvelle élimination la Pologne change de sélectionneur et nomme Ryszard Koncewicz. Les résultats suivent lors des qualifications à la Coupe du monde 1970 mais sont insuffisants : si les Polonais parviennent à devancer les Pays-Bas dont l'équipe commence à monter en puissance, ils doivent laisser la première place qualificative du groupe à la Bulgarie pour un seul point. Ryszard Koncewicz quitte ses fonctions à la fin de l'année 1970.

### Des années 1970 à 1986: l’apogée du football polonais
Très discrète lors des compétitions internationales jusqu'alors, la Pologne connait son heure de gloire dans les années 1970 et jusqu'au milieu des années 1980, grâce notamment à une génération exceptionnelle de footballeurs talentueux, comme le milieu de terrain Kazimierz Deyna, les attaquants Grzegorz Lato, Robert Gadocha et Andrzej Szarmach ou encore le gardien de but Jan Tomaszewski.

#### Premiers succès du football polonais avec Kazimierz Górski sélectionneur (1971-1976)
Au début de 1971, Kazimierz Górski devient sélectionneur de la Pologne, il reprend en main la sélection au cours des Éliminatoires du Championnat d'Europe de football 1972. Bien parti dans la course à la qualification, l'équipe de Górski concède à domicile sa première défaite (1-3) contre à la RFA grande favorite du groupe. Les Polonais arrivent ensuite à prendre un point sur le terrain de la Mannschaft au retour mais les Allemands étaient déjà qualifiés. La Pologne perd le dernier match du groupe contre la Turquie à Izmir, résultat sans conséquence, les Polonais étant assurés de la deuxième place, malheureusement non qualificative. Górski fait évoluer le jeu polonais avec un jeu s’exprimant à travers la transition offensive et les attaques rapides, il fait également évoluer l'effectif, certains futurs joueurs cadres font leurs débuts sous ses ordres, c'est le cas du portier Jan Tomaszewski, d'Antoni Szymanowski, d'Andrzej Szarmach ou encore de Władysław Żmuda.
La Pologne se qualifie par ailleurs pour les Jeux Olympiques de Munich 1972. En Allemagne les Polonais font forte impression. Au premier tour ils écrasent la Colombie (5-1) puis le Ghana (4-0), et lors de la dernière journée du groupe, la Pologne vient à bout de la RDA, autre pays communiste qui aligne les meilleurs joueurs du pays, sur le score de (2-1). Au second tour, la Pologne perd un point d'entrée contre le Danemark (1-1), mais lors de la deuxième journée elle se ressaisit contre l'URSS, autre candidat à la médaille d'or. Menée par les soviétiques, les Polonais renversent la situation dans le dernier quart d'heure pour remporter ce match décisif (2-1). Il ne reste plus à la Pologne qu'à assurer sa place en finale par un nouveau large succès (5-0) face au Maroc. En finale, les Polonais sont opposés à la Hongrie double tenante du titre. Menée au score par un but de Béla Várady, la Pologne renverse à nouveau le cours du match grâce à un doublé de Kazimierz Deyna et s'offre son premier titre olympique,. Kazimierz Deyna termine meilleur buteur du tournoi olympique avec 9 réalisations.

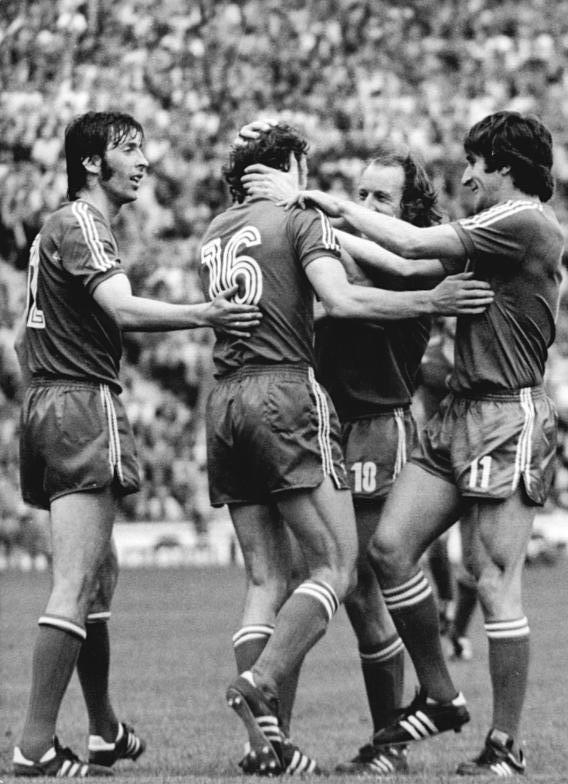
Les Polonais célébrant leur victoire face au Brésil (CM 74).

Entre mars et octobre 1973, la Pologne dispute les éliminatoires de la Coupe du monde 1974 dans un groupe de trois avec l'Angleterre, grande favorite, et le Pays de Galles. Malgré une défaite initiale à Cardiff, les Polonais se relancent grâce à deux succès à domicile, dont un probant face à l'Angleterre (2-0). Le dernier match du groupe entre l'Angleterre et la Pologne à Wembley est décisif : les Anglais doivent s'imposer, tandis que les Polonais peuvent se contenter d'un nul. La rencontre est disputée, la Pologne ouvre le score en contre avant l'heure de jeu. Si l'Angleterre parvient à égaliser quelques minutes plus tard, les Polonais tiennent jusqu'au bout le point du match nul qui les qualifie. Ce match est considéré comme un des plus grands exploits de l'histoire du football polonais,. Les Anglais ont buté sur un Jan Tomaszewski impérial devant sa cage, et cet échec est ressenti comme une véritable tragédie en Angleterre,,,. Kazimierz Górski déjà champion olympique l'année précédente réussit l'exploit de qualifier son pays pour la phase finale de la Coupe du monde après 36 ans d’absence.
En 1974, l'équipe de Pologne se rend sans complexes chez son voisin allemand, pour disputer la Coupe du monde. Les Polonais entament la compétition par un succès (3-2) face à l'Argentine, puis les coéquipiers de Kazimierz Deyna infligent une correction à Haïti (7-0). Lors de la dernière journée du premier tour les Polonais, déjà qualifiés, se paient le luxe de battre l'Italie (2-1) qui est éliminée de justesse. La Pologne est la seule équipe à avoir fait le plein de points au premier tour et est l'une des deux révélations de ce mondial avec les Pays-Bas. Au deuxième tour, les Polonais continuent leur marche en avant en battant la Suède (1-0) puis la Yougoslavie (2-1). Seule équipe à avoir remporté ses cinq matchs, la Pologne se présente lors de la dernière journée le 3 juillet face à la RFA. Le match décisif du groupe entre les deux candidats pour la finale se présente comme une véritable demi-finale, à la nuance près que les Allemands peuvent se contenter d'un match nul en raison d'une meilleure différence de buts. L'orage perturbe l'organisation et retarde le début de la rencontre. Les Polonais, dans l'obligation de gagner, poussent et jouent leur va-tout sur un terrain gorgé d'eau, se créant quelques occasions. Soutenus par 59 000 supporters, les Allemands tiennent cependant le choc et Gerd Müller marque le seul but de la rencontre à un quart d'heure du coup de sifflet final, mettant ainsi fin aux espoirs polonais d'un premier sacre mondial. Trois jours plus tard, la Pologne signe sa sixième victoire dans le tournoi et obtient une troisième place méritée, en battant le Brésil de Jairzinho et de Rivelino à l'Olympiastadion de Munich par la plus petite des marges (1-0) grâce au but de Grzegorz Lato,. La Pologne termine meilleur attaque de la compétition avec 16 buts marqués, Lato termine meilleur buteur de la compétition avec 7 buts, Władysław Żmuda est désigné meilleur jeune joueur de la compétition.
À la suite de son brillant mondial, la Pologne repart en campagne pour les qualifications de l'Euro 1976 mais se retrouve dans un groupe préliminaire difficile en compagnie des Pays-Bas, vice-champions du monde, et de l'Italie. idéalement lancée par deux succès face à la Finlande, (2-1) à Helsinki puis (3-0) à Poznań, la Pologne partage ensuite les points avec ses deux principaux rivaux : deux matchs nul (0-0) contre Italie et une large victoire (4-1) à domicile suivie d'une large défaite (0-3) à l'extérieur contre Pays-Bas. La Pologne termine à égalité de points avec les Pays-Bas, un point devant l'Italie, mais ce sont les Néerlandais qui se classent premiers et se qualifient aux dépens de la Pologne grâce à la différence de buts.

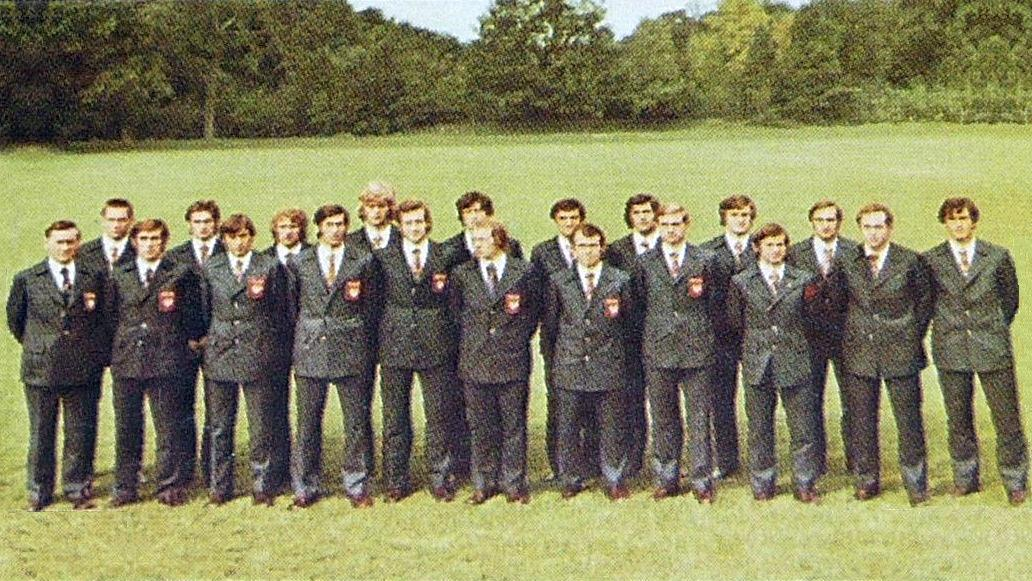
L'équipe de Pologne vice-championne olympique en 1976.

À Montréal, la sélection olympique polonaise dispute les Jeux olympiques 1976. À la suite du forfait du Ghana, la Pologne n'a que deux matchs à jouer au premier tour dans un groupe réduit à trois équipes. La Pologne débute timidement le tournoi par un match nul (0-0) face à Cuba. Déjà qualifiés malgré un seul point, les Polonais remportent difficilement leur second match contre l'Iran, (3-2). En quart de finale, les Polonais ne font en revanche qu'une bouchée de la Corée du Nord (5-0) notamment grâce aux deux doublés de ses attaquants Andrzej Szarmach et Grzegorz Lato. La Pologne écarte le Brésil en demi finale grâce à un nouveau doublé de Szarmach. Elle ne parvient cependant pas à conserver son titre, s'inclinant en finale contre l’Allemagne de l'Est, sur le score de 3 buts à 1. La Pologne se contente de la médaille d'argent, sa seconde médaille olympique. Andrzej Szarmach termine meilleur buteur du tournoi olympique avec 6 réalisations. À la suite de cette compétition Kazimierz Górski quitte son poste de sélectionneur après 5 années et 68 matchs consécutif à la tête de l'équipe nationale.

#### Prolongement des bons résultats par les successeurs de Górski (1976-1986)
Jacek Gmoch prend la succession de Górski avec comme objectif principal la qualification pour la Coupe du monde 1978. Les Polonais, qui figurent dans le groupe 1 en compagnie de Chypre, du Danemark et du Portugal, réussissent à cette occasion un début de parcours exceptionnel avec 5 victoires consécutives en autant de rencontres. Les Polonais ne perdent qu'un seul point, à domicile (1-1) contre les Portugais, leurs plus coriaces adversaires, et se qualifient pour le mondial argentin.
En 1978, l'équipe de Pologne se rend en Argentine, pour disputer la Coupe du monde. Les Polonais disputent le match d'ouverture du mundial face aux champions du monde en titre ouest-allemands devant 67 579 spectateurs et obtiennent le point du nul (0-0) Les joueurs de Jacek Gmoch enchaînent deux victoires, face à Tunisie (1-0) grâce à une réalisation de Grzegorz Lato avant la mi-temps, et contre le Mexique (3-1) et terminent à la première place du groupe. Au second tour, la Pologne joue dans le groupe des « sud-américains». Lors de la première journée les coéquipiers de Zbigniew Boniek s'inclinent contre l'équipe locale, l'Argentine, sur le score de (2-0) à la suite du doublé de Mario Kempes,. La Pologne s'impose ensuite contre le Pérou (1-0). Lors de la troisième journée les chances polonaises d'atteindre la finale sont très minces : la Pologne doit battre la Brésil et espérer ensuite une défaite de l'Argentine contre le Pérou. Les Brésiliens qui, dans leur duel à distance avec l'Argentine pour la place en finale, ont besoin de gagner le plus largement possible, battent les Polonais 3-1,,. Jacek Gmoch dispute son dernier match à la tête de la sélection, récompensé d'une victoire polonaise face à l'Islande au cours du mois de septembre 1978.
Ryszard Kulesza succède à Gmoch. La Pologne retrouve, comme lors de l'édition précédente, les Pays-Bas dans son groupe des Éliminatoires du Championnat d'Europe de football 1980 ainsi que la RDA. La lutte est serrée entre ces trois équipes : les Pays-Bas remportent le groupe avec un point de plus que la Pologne, deuxième, et deux de plus que la RDA. La Pologne est donc éliminée et Kulesza quitte ses fonctions à la fin de l'année 1980 après un dernier succès face à Malte lors du premier match des qualifications à la Coupe du monde 1982.
Antoni Piechniczek prend la succession de Kulesza en janvier 1981 afin de conduire la Pologne au Mundial espagnol. Les Polonais assurent la qualification en gagnant deux fois contre leur principal adversaire, la RDA, avant de conclure leur sans faute en éliminatoire par une large victoire (6-0) face à la faible équipe de Malte.
En 1982, l'équipe de Pologne dispute en Espagne sa troisième phase finale de Coupe du monde consécutive. La Pologne entame la compétition par un match nul (0-0) contre la Squadra Azzurra et lors de la seconde journée elle est à nouveau tenue en échec (0-0) par le Cameroun. Dans un groupe serré où toutes les équipes ont fait match nul jusque là, la dernière journée est décisive. La Pologne remporte la seule victoire du groupe 1 sur le score fleuve de 5-1 face au Pérou et sort vainqueur de la poule devant l'Italie. Au second tour, la Pologne remporte son premier match contre la Belgique au Camp Nou (3-0) grâce au triplé de Zbigniew Boniek. ce score large la met en position favorable avant le dernier match du groupe, décisif, contre l'URSS. La Pologne peut en effet se contenter d'un match nul lors de ce quasi-quart de finale grâce à la différence de buts. Sans prendre de risque, la sélection polonaise s'appuie sur sa solidité défensive et assure le 0-0  se qualifiant ainsi pour les demi-finales où elle retrouve l'Italie. Affaiblie par l’absence de Boniek suspendu, la Pologne s'incline logiquement (2-0) sur un doublé de l'attaquant italien Paolo Rossi. La Pologne rencontre la France en petite finale. Menée rapidement par une sélection française où de nombreux remplaçants sont titularisés, la Pologne renverse la situation grâce à deux buts avant la pause. Les Polonais inscrivent un troisième but dès le retour des vestiaires et, malgré la réduction de l'écart, finissent par s'imposer (3-2) pour obtenir la troisième place sur la pelouse d’Alicante, rééditant ainsi la performance de 1974.
Après le mundial, Antoni Piechniczek prend la direction de la sélection avec pour objectif la phase finale du Championnat d'Europe pour laquelle la Pologne ne s'est jamais qualifiée. Placée dans le groupe 2, en compagnie de l'URSS, de la Finlande et du Portugal, la Pologne échoue une nouvelle fois en phase éliminatoire de l'Euro. Les Polonais sont loin du compte : ils terminent à la 3e place avec une seule victoire, deux matchs nuls et de trois défaites.
Malgré ce gros échec, Piechniczek est maintenu à la tête de la sélection nationale. Entre octobre 1984 et septembre 1985, la Pologne dispute les éliminatoires de la Coupe du monde 1986 dans le groupe 1 européen avec l'Albanie, la Belgique et la Grèce. Grâce à trois victoires et deux matchs nuls pour une seule défaite, la Pologne se qualifie à la première place pour son quatrième mondial consécutif.
En 1986, l'équipe de Pologne se déplace au Mexique pour disputer sa quatrième Coupe du monde consécutive. Dans le groupe F, la Pologne débute doucement le tournoi contre le Maroc (0-0) avant de s'imposer de peu (1-0) face au Portugal. Lors de l'ultime journée, les Polonais connaissent les résultats définitifs d'une partie des autres groupes et savent qu'ils seraient au pire qualifiés parmi les « meilleurs troisièmes » en cas de défaite. Face aux Anglais qui sont dos au mur et dans l'obligation de gagner, les Polonais un peu démobilisés ne tiennent pas le choc et s'inclinent lourdement (3-0) par la faute de Gary Lineker, auteur d'un triplé. La Pologne est repêchée comme attendu parmi les meilleurs troisièmes. Mais cette position offre à la Pologne en huitième de finale un premier de groupe particulièrement redoutable : le Brésil. Les Polonais sont logiquement balayés sur le score de (4-0) par une équipe brésilienne flamboyante.

### Absence en phase finale de 1987 à 2000
À la suite de l'élimination en huitième de finale de la Coupe du monde, le sélectionneur Antoni Piechniczek est remercié et est remplacé par Wojciech Łazarek. Lors des éliminatoires de l'Euro 1988, dans un groupe largement dominé par les Pays-Bas, futurs champions d'Europe, la Pologne se classe seulement quatrième, notamment derrière la Grèce et la Hongrie.
En octobre 1988, les Polonais commencent leur campagne de qualification pour la Coupe du monde 1990. Alors que la course à la qualification est mal engagée après trois matchs avec seulement une victoire pour deux défaites, le sélectionneur national Wojciech Łazarek démissionne. Il est remplacé à la tête de la sélection par Andrzej Strejlau après la large défaite (3-0) à Wembley face aux Anglais. Ce changement ne permet pas à la Pologne de rétablir la situation. Celle-ci termine troisième de son groupe éliminatoire derrière la Suède et l'Angleterre, et pour la première fois depuis 1970 doit regarder le mondial à la télévision.
Les années suivantes ne sont pas plus fructueuses pour la sélection polonaise. L'équipe échoue de nouveau en phase de qualification pour un tournoi final. À deux journées de la fin des éliminatoires de l'Euro 1992, la Pologne est pourtant toujours en course dans le groupe 7, mais elle ne profite pas des deux dernières rencontres disputées à domicile, concédant le match nul face à l'Irlande (3-3) puis face à l'Angleterre (1-1) qui elle se qualifie. La Pologne termine troisième à deux points de l'Angleterre. Malgré cette élimination, Andrzej Strejlau reste à la tête de l'équipe en vue de la Coupe du monde 1994. Alors que la Pologne est de nouveau en difficulté dans le groupe 2 européen des qualifications, Andrzej Strejlau quitte son poste après une défaite (0-1) en Norvège. Il est remplacé par son adjoint Lesław Ćmikiewicz, pour une rencontre mais celui-ci dirige les trois derniers matchs de la sélection polonaise qui se soldent par autant de défaites. La Pologne finit quatrième loin derrière la Norvège et les Pays-Bas tous deux qualifiés pour le mondial.
Henryk Apostel est nommé sélectionneur de la Pologne le 20 décembre 1993 par la Fédération polonaise de football,. Il prend ses fonctions pour un match amical disputé le 9 février 1994 à Santa Cruz de Tenerife contre l'Espagne conclu par un match nul (1-1). Placée dans un groupe de  qualifications à l'Euro 1996, comprenant l'Azerbaïdjan, la France, Israël, la Roumanie et la Slovaquie, la Pologne termine seulement quatrième à sept points des places qualificatives avec un bilan équilibré de trois victoires, quatre nuls et trois défaites. Henryk Apostel quitte son poste en novembre 1995, le soir même du dernier match des éliminatoires en Azerbaïdjan.
Władysław Stachurski lui succède au poste et prend ses fonctions lors du tournoi amical de la Carlsberg Cup le 19 février 1996 contre le Japon (défaite polonaise, 5-0),. il s'en va dès le mois de mai après seulement quatre matchs. Antoni Piechniczek déjà sélectionneur entre 1981 et 1981, est alors rappelé par la Fédération polonaise de football pour reprendre en main une sélection en crise. Il dirige le premier match de son second mandat le 2 juin à Moscou contre la Russie (défaite, 0-2) puis deux autres rencontres amicales, contre Chypre (2-2) au mois d'août puis contre l'Allemagne (0-2) en septembre. Les Polonais pointent au 25 septembre 1996 à la 56e place du classement mondial de la FIFA, son rang plus bas depuis la création du classement en 1993. La Pologne se retrouve dans le groupe 2 européen des éliminatoires à la Coupe du monde 1998 en compagnie de l'Angleterre et de l'Italie, et des modestes Géorgie et Moldavie. Après deux défaites consécutives (3-0) en Italie et (0-2) face à l'Angleterre à domicile le 31 mai 1997, la Pologne est distancée au classement et Antoni Piechniczek démissionne de son poste de sélectionneur. Pour le match suivant de qualification le 14 juin face à la Géorgie, Krzysztof Pawlak assistant de Antoni Piechniczek assure l'intérim, la Pologne s'impose (4-1),.
Janusz Wójcik récupère le poste après le bref passage Krzysztof Pawlak et dirige son premier match le 6 septembre 1997 contre la Hongrie (victoire 1-0). Le nouveau sélectionneur s'appuie alors sur les médaillés d'argent aux Jeux olympiques de 1992 de Barcelone. La campagne de qualification s'achève sur une ultime défaite (0-3) en Géorgie, la quatrième en huit matchs lors de cette phase éliminatoire manquée par la Pologne. Lors des éliminatoires de l'Euro 2000, les Polonais retrouvent dans leur groupe une nouvelle fois l'Angleterre ainsi que la Bulgarie, le Luxembourg et la Suède. Le 8 septembre 1999, la Pologne reçoit l'Angleterre pour le dernier match de cette dernière dans le groupe. Le score nul (0-0) entre deux équipes à égalité de points laisse de l'espoir à la Pologne puisqu'il reste à celle-ci un match à disputer en Suède. Un point suffit aux Polonais pour se qualifier pour les barrages, mais contre la meilleure équipe du groupe, déjà qualifiée et qui n'a jusque là laissé qu'un seul point de match nul à ses adversaires, la marche est trop haute et ils s'inclinent (0-2), à Solna. Janusz Wójcik quitte son poste à la suite de cette défaite.

### Reconstruction de l'équipe et retour en Coupe du monde (2001-2006)
Jerzy Engel, devient sélectionneur à compter du 1er janvier 2000. Les qualifications pour la Coupe du monde de 2002 commencent idéalement leur campagne par un succès à l'extérieur face à l'Ukraine (3-1) puis un succès à domicile face à la Biélorussie sur le même score, lors du troisième match, le dernier de l'automne 2000 la Pologne concède le nul  sur son terrain face au Pays de Galles,. Au printemps 2001 les Polonais enregistrent trois succès consécutifs, en Norvège, contre l'Arménie  puis au Pays de Galles,. Après un match nul en Arménie les Polonais reçoivent la Norvège, avec sa large victoire (3-0) la sélection d'Engel les Polonais sont la première sélection européenne à se qualifier pour la Coupe du monde de 2002, une première pour la Pologne depuis 16 ans. Malgré une lourde mais anecdotique défaite  en Biélorussie et un nul contre l'Ukraine pour terminer sa campagne de qualification les Polonais terminent premier de leur groupe avec 4 points d'avance. Lors du tour final de la Coupe du monde, l'équipe polonaise termine dernière de son groupe après deux défaites (0-2) contre la Corée du Sud future demi-finaliste et le Portugal (0-4), et une victoire contre les États-Unis (3-1).
Pour les qualifications de l'Euro 2004, la fédération polonais choisit un nouveau sélectionneur : Zbigniew Boniek, grand nom du football polonais,. Les Polonais débutent par un succès (2-0) face à la modeste équipe de Saint-Marin, mais s'incline lors de la seconde journée (0-1) contre la Lettonie,. Le 3 décembre 2002, après une nouvelle défaite, cette fois en amical contre le Danemark, Zbigniew Boniek démissionne de son poste de sélectionneur, il n'a passé que 5 matchs et 141 jours sur le banc polonais. Le 20 décembre 2002 Paweł Janas est nommé sélectionneur. Au début de 2003 la Pologne fait match nul (0-0) face à la Hongrie avant de s'imposer largement (5-0) contre Saint-Marin, par la suite la sélection de Paweł Janas continue d'alterner les bon et mauvais résultats, après une défaite (0-3) en Suède, les Polonais prennent leur revanche (2-0) face à la Lettonie, les Polonais s’inclinent de nouveau lors de la journée suivante face à la Suède (0-2), les Polonais n'ont plus leur distinct en main mais la deuxième place reste encore accessible, lors de l'ultime journée la Pologne s’impose en Hongrie (2-1) mais la victoire lettonne en Suède prive la Pologne de barrages. La Pologne termine troisième de son groupe, à quatre points du premier, la Suède.
Paweł Janas reste sélectionneur pour cette nouvelle campagne de qualification. La Pologne se retrouve dans le groupe 6 des éliminatoires de la Coupe du monde 2006 avec trois équipes britanniques (Angleterre, Irlande du Nord et pays de Galles) ainsi que l'Autriche et l'Azerbaïdjan. La sélection polonaise lance idéalement sa campagne de qualification en disposant largement de l'Irlande du Nord à Belfast, lors de la seconde journée la Pologne reçoit l'Angleterre contre laquelle elle s'incline (1-2). Lors des sept match suivant la Pologne réalise un sans faute remportant toutes ses rencontres, lors de l'avant dernière journée la Pologne bat le Pays de Galles, ce résultat permet à la Pologne de se retrouver à un point de la qualification. Lors de l'ultime journée, les Polonais se déplacent sur le terrain d'Old Trafford pour défier l'Angleterre, les joueurs de Paweł Janas s’inclinent sur le même score qu'au match aller, malgré cette défaite, les Polonais fort d'un bilan de 8 victoires et 2 défaites réussissent à se qualifier directement pour la Coupe du monde en terminant deuxième meilleur second.
La Pologne affronte l'Allemagne, l'organisateur, le Costa Rica et l'Équateur dans le Groupe A lors de la phase finale. Elle joue son premier match contre l'Équateur contre laquelle elle s'incline (0-2),. L'équipe polonaise rencontre ensuite contre l'Allemagne, les Polonais résistent mais finissent par s'incliner dans les arrêts de jeu sur un but d'Oliver Neuville. L'équipe polonaise déjà éliminée remporte le dernier match contre le Costa Rica sur le score de 2-1 avec ce résultat la Pologne termine troisième du groupe avec 3 points.

### Entre premières participations au Championnat d'Europe et non-qualification en Coupe du Monde (2007-2014)

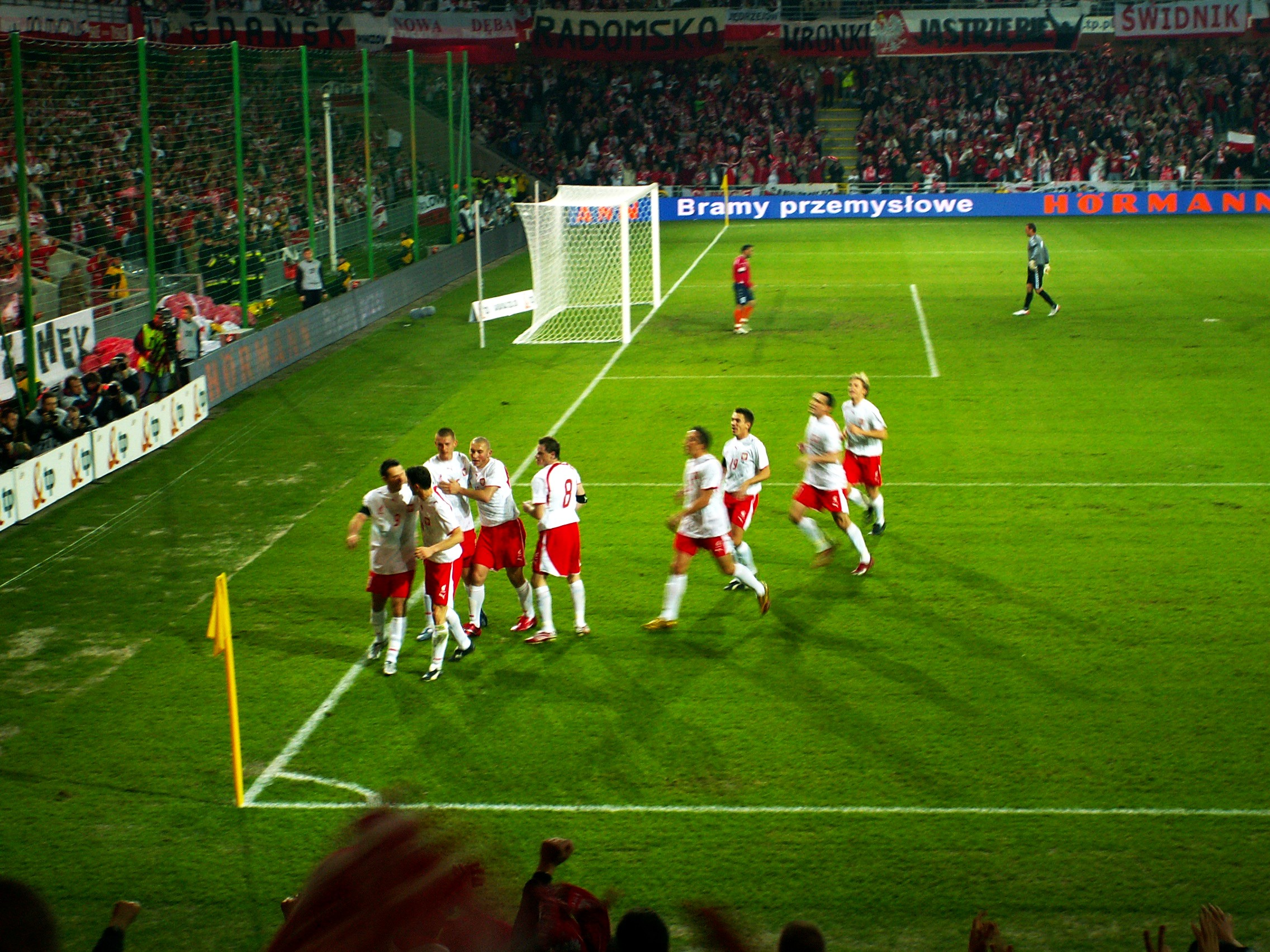
Pologne - Arménie, le 28 mars 2007 en football.

Leo Beenhakker, succède à Paweł Janas sur le banc polonais avec l'objectif de qualifier la Pologne pour son premier championnat d'Europe. Pour les éliminatoires de l'Euro 2008, la Pologne est placée dans le Groupe A avec l'Arménie, l'Azerbaïdjan, la Belgique, la Finlande, le Kazakhstan, le Portugal et la Serbie. Les qualifications commencent mal, les Polonais s’inclinent à domicile (1-3) face à la Finlande, lors de la rencontre suivante contre la Serbie à Varsovie, ils concèdent le match nul (1-1). Les résultats s'améliorent par la suite, la Pologne remporte six matchs consécutifs, remportant notamment de précieux succès comme face au Portugal ou en Belgique, lors de la 9e journée la Pologne s'incline en Arménie, malgré ce résultat négatif la Pologne garde 5 points d'avance sur ses poursuivants. Lors des deux rencontres suivantes les Polonais ramènent un point de leur déplacement au Portugal et en Finlande, puis ils s'imposent contre le Kazakhstan (3-1) grâce au coup du chapeau d'Euzebiusz Smolarek. Le 17 novembre 2007, les Polonais s'imposent (2-0) face à la Belgique, cette victoire qualifie la Pologne pour son premier championnat d'Europe,. Les Polonais terminent premier de leur groupe devant le Portugal.
Lors du tirage au sort effectué le 2 décembre 2007 à Lucerne, la Pologne est placée dans le Groupe B en compagnie de l'Allemagne, de l'Autriche pays coorganisateur et de la Croatie. La Pologne débute par une défaite (0-2) face à l'Allemagne. Lors de la seconde journée la Pologne rencontre l'Autriche dans son Stade Ernst-Happel de Vienne, Roger Guerreiro inscrit peu après la demi-heure de jeu le premier but polonais en phase finale de championnat d'Europe, alors qu'ils étaient proche de leur premier succès les Polonais, globalement dominés par leurs hôtes durant l'ensemble de la rencontre mais longtemps devant au tableau d'affichage contre le cours du jeu en raison du manque de réalisme de ces derniers, concèdent dans les arrêts de jeu le match nul sur un penalty transformé par le vétéran Ivica Vastić (1-1). Lors de la dernière rencontre, alors qu'il reste un mince espoir de qualification, les Polonais sont défaits (0-1) par la Croatie et terminent derniers du groupe, devancés par l'Autriche en raison d'une moins bonne différence de buts.
Leo Beenhakker reste sélectionneur de la Pologne pour les éliminatoires de la coupe du monde 2010. Les Polonais commencent bien leur campagne avec un nul initial lors de la réception de la Slovénie, puis avec deux victoires consécutives à Saint-Marin puis contre la République tchèque. Les deux rencontres suivantes sont marqués par deux défaites, le 1er avril 2009, la Pologne remporte face à la faible sélection de Saint-Marin son plus large succès sur le score de (10-0). La fin des qualifications est difficile pour les Polonais, la Pologne enregistre un match nul face à l'Irlande du Nord puis une défaite en Slovénie, à la suite de cette défaite de trop la fédération polonaise met un terme au contrat du sélectionneur. Pour les deux dernières rencontres Stefan Majewski assure l'intérim, ces deux rencontres se soldent par deux défaites. La Pologne termine avant-dernière de son groupe à onze points de la qualification.
Après la désillusion de l'élimination dès les éliminatoires de la coupe du monde 2010, l'objectif principal de la fédération polonaise (PZPN) est de mettre en place une équipe pour « son » Euro 2012, organisé conjointement avec l'Ukraine. La majorité des supporteurs polonais souhaite que le nouveau sélectionneur soit un Polonais. Le poste s'est disputé entre Franciszek Smuda et Henryk Kasperczak,,.
Le 29 octobre 2009, Franciszek Smuda succède à Stefan Majewski.
Au début de l'année 2010, l'équipe de Pologne participe à la King's Cup, avec une équipe composée uniquement de joueurs évoluant en club en Pologne. Elle parvient à terminer 2e de la compétition derrière le Danemark, contre lequel elle a perdu 1-3. Qualifiée d'office pour le championnat d'Europe en tant qu'organisatrice, elle ne dispute de fin 2010 à mi-2012 que des matchs amicaux. Les performances de l'équipe de Pologne sont marquées par le duo que forment Jakub Błaszczykowski et Robert Lewandowski, qui évoluent ensemble au Borussia Dortmund.
La Pologne organise le Championnat d'Europe 2012 avec l'Ukraine, l'équipe nationale est donc automatiquement qualifiée. La Pologne ne démérite pas en faisant deux matchs nuls (1-1) contre la Grèce lors du match d'ouverture puis contre la Russie, mais est éliminée après sa défaite (1-0) contre la République tchèque.
Lors des éliminatoires de la Coupe du monde 2014, l'équipe tombe dans un Groupe H assez relevé. Elle commence plutôt bien son parcours, avec notamment des matchs nuls 2-2 face au Monténégro et 1-1 face au favori du groupe, l'Angleterre ainsi qu'une victoire 2-0 contre la Moldavie. Après une série de résultats mitigés face à ses concurrents directs, la Pologne conserve un espoir de qualification jusqu'à la 11e journée, le 11 octobre 2013. Mais l'équipe est vaincue 1-0 par l'Ukraine qui s'empare de la deuxième place qualificative pour les barrages. La Pologne termine quatrième du groupe, neuf points derrière l'Angleterre, avec treize points, trois victoires, quatre matchs nuls et trois défaites, marquant 18 buts et en encaissant 12.

### Une sélection de retour dans les grands rendez-vous mais inconstante (2014-2021)
La Pologne se qualifie ensuite aisément pour l'Euro 2016 organisé en France en terminant 2e de son groupe de qualifications, derrière le champion du monde allemand qu'elle a battu lors du match aller à Varsovie (2-0) pour la première fois de son histoire. Elle tombe dans le groupe C, avec l'Allemagne, l'Irlande du Nord et l'Ukraine. Elle termine 2e de sa poule avec deux victoires (1-0 à chaque fois) contre l'Irlande du Nord et l'Ukraine ainsi qu'un match nul (0-0) face à l'Allemagne, cette dernière devançant son voisin polonais grâce à une meilleure différence de buts. En huitièmes de finale, les Aigles écartent la Suisse aux tirs au but (1-1, 5 t.a.b. à 4, Xherdan Shaqiri ayant répondu à la 82e minute à l'ouverture du score polonaise de Jakub Błaszczykowski à la 39e minute). La Pologne affronte en quarts de finale le Portugal, qualifié pour la phase à élimination directe en finissant parmi les quatre meilleurs troisièmes mais futur vainqueur de la compétition. Malgré l'ouverture du score polonaise signée Robert Lewandowski dès la 2e minute de jeu, Renato Sanches égalise pour les Lusitaniens à la 33e minute de jeu. Le score n'évolue plus, les deux équipes disputent les prolongations puis la séance de tirs au but. Celle-ci sera fatale aux Aigles, Jakub Błaszczykowski ratant sa tentative et permettant aux coéquipiers de Cristiano Ronaldo de l'emporter (5 t.a.b. à 3). La Pologne quitte la compétition sans avoir perdu de match et avec seulement 2 bus encaissés, et sans heurts particuliers causés par ses supporters.
La sélection domine ensuite sa poule qualificative en terminant première, avec 8 victoires, un match nul (2-2 au Kazakhstan) et une défaite (0-4 sur la pelouse du Danemark) et obtient son billet pour la Coupe du monde russe. Tête de série au tirage au sort, elle hérite du groupe H, une poule homogène avec la Colombie, le Japon et le Sénégal, mais où les Aigles ainsi que les Cafeteros sont sur le papier favoris,,. Cependant, les hommes d'Adam Nawałka sont battus d'entrée par le Sénégal (1-2), la faute à deux erreurs défensives grossières ayant entraîné deux buts casquette. Dans le match de la peur lors de la deuxième journée contre la Colombie, également battue sur le même score lors de son entrée en lice face au Japon, la Pologne passe à côté de son match et s'incline lourdement (0-3), une défaite synonyme d'élimination prématurée dès le premier tour. Lors du dernier match face au Japon, qui avait aligné une équipe majoritairement remaniée, les Aigles dominent les Blue Samouraïs (1-0) mais terminent le Mondial à la dernière place de leur groupe, avec 3 points. Robert Lewandowski a été l'une des déceptions de ce Mondial en ayant inscrit aucun but, tandis que le sélectionneur Adam Nawałka a été limogé en août 2018.
Placée dans le groupe 3 de la Ligue A de la Ligue des nations de l'UEFA 2018-2019 avec l'Italie et le Portugal, la Pologne finit dernière, avec deux matchs nuls obtenus à l'extérieur (tous deux sur le score de 1-1) et deux défaites à domicile, synonyme de relégation en Ligue B, une relégation annulée du fait du changement de règles décidée par l'UEFA. Elle est toutefois tête de série lors des éliminatoires de l'Euro 2020 et hérite du groupe G avec comme adversaires Israël, la Macédoine du Nord, l'Autriche, la Slovénie et la Lettonie. Les coéquipiers de Robert Lewandowski achèvent leur campagne qualificative en tête de leur poule, avec un bilan de 8 victoires, un match nul (0-0 à domicile contre l'Autriche) et une seule défaite (0-2 à l'extérieur contre la Slovénie). Les Aigles sont qualifiés pour leur 4e championnat d'Europe consécutif.
La Pologne assure son maintien au sein de la Ligue A en Ligue des nations lors de la 2e édition, à la faveur de deux succès sur la Bosnie-Herzégovine (2-1 à l'extérieur à l'aller, 3-0 à domicile au retour) et d'un nul à domicile (0-0) contre l'Italie malgré trois revers (à l'aller comme au retour contre les Pays-Bas, ainsi qu'en Italie).
Lors de l'Euro 2021, la Pologne se retrouve dans le groupe E en compagnie de l'Espagne, de la Slovaquie et de la Suède et déçoit à nouveau. Trois ans après son échec au Mondial 2018, elle est en effet éliminée dès le 1er tour, dans un groupe paraissant pourtant abordable avec un seul match nul (1-1 contre l'Espagne avec un penalty espagnol raté peu avant l'heure de jeu) pour deux défaites (1-2 d'entrée contre la Slovaquie et 2-3 lors de la dernière journée face à la Suède) dont le scénario à chaque fois laissera des regrets aux Aigles.
La Pologne termine ensuite 2e de son groupe qualificatif à la Coupe du monde 2022 avec 20 points pour un bilan de 6 victoires, 2 nuls et 2 défaites et doit disputer les barrages. Elle est placée dans la voie B et doit dans un premier temps affronter à l'extérieur la Russie. Cependant, la rencontre contre le rival russe est annulée en raison de l'exclusion de ce dernier, prononcée par la FIFA et l'UEFA à la suite de son agression menée contre l'Ukraine, ce qui qualifie de facto la Pologne pour la finale de barrage. Les Aigles, qui reçoivent la Suède tombeuse des Tchèques au terme des prolongations dans l'autre demi-finale, parviennent à prendre leur revanche sur les Blågult (qui les avaient battu au dernier match de poules 2-3 lors de l'Euro 2021) et s'imposent 2-0 grâce à une réalisation de Robert Lewandowski sur penalty à la 49e minute suivi d'un but de Piotr Zieliński à la 73e minute, enchaînant avec une 2e phase finale de Coupe du monde consécutive. La Pologne assure ensuite son maintien au sein de la Ligue A en Ligue des nations lors de la 3e édition, grâce à deux victoires acquises à l'aller comme au retour contre le Pays de Galles (2-1 à domicile à l'aller, 1-0 à l'extérieur au retour), son concurrent direct pour la 3e place, et d'un nul à l'extérieur (2-2) contre les Pays-Bas malgré trois revers (1-6 à l'aller à l'extérieur et 0-1 à domicile au retour contre la Belgique, ainsi qu'à domicile sur le score de 0-2 contre les Pays-Bas).

### 2022-présent
Lors de la Coupe du monde 2022, la Pologne a été tirée au sort dans le groupe C, où elle devait affronter l'Argentine, l'Arabie saoudite et le Mexique. Le premier match s'est soldé par un match nul et vierge contre le Mexique, une rencontre qui a vu Robert Lewandowski rater un penalty en 2e mi-temps. Des buts de Piotr Zieliński et Robert Lewandowski ont assuré à la Pologne une victoire 2-0 contre l'Arabie saoudite lors du deuxième match, avec un arrêt décisif du gardien polonais Wojciech Szczęsny sur le penalty de Salem Al-Dawsari alors que le score était de 1-0 en faveur des Aigles. Après sa défaite contre l'Argentine (0-2), la Pologne s'est qualifiée pour les huitièmes de finale devant le Mexique à la différence de buts, pour sa première qualification à une phase à élimination directe d'un Mondial depuis 1986. Pendant le match, Wojciech Szczęsny a repoussé un penalty de Lionel Messi en 1re mi-temps. Szczęsny est devenu le troisième gardien de l'histoire à arrêter deux penalties dans une même Coupe du monde, les autres étant Brad Friedel en 2002 pour les États-Unis et Jan Tomaszewski en 1974, également pour la Pologne. En huitième de finale, la Pologne s'est inclinée 3-1 face à la France, une rencontre au cours de laquelle Robert Lewandowski a marqué un penalty dans le temps additionnel,.
Czesław Michniewicz ne renouvelle pas son contrat de manager et sa place est prise par l'entraîneur primé Fernando Santos pour assumer la mission de se qualifier à l'Euro 2024,. Les défaites à l'extérieur contre la Tchéquie, la Moldavie et l'Albanie entraînent son licenciement. En septembre 2023, Fernando Santos a été remplacé par Michał Probierz, qui a commencé par une victoire contre les Îles Féroé, mais a ensuite fait match nul à domicile contre la Moldavie. La Pologne a ensuite achevé les qualifications pour l'Euro 2024 avec un match nul à domicile 1-1 contre la Tchéquie, mettant fin à tous les espoirs de la Pologne de décrocher une qualification automatique. Cependant, grâce à la performance de la Pologne en Ligue des Nations, les Polonais ont pu sauver une place en barrages ; où la Pologne s'est défaite sans problème de l'Estonie (5-1) en demi-finale de la voie A, en ayant l'avantage de disputer ce match à domicile et bien aidé par le 2e carton jaune de Maksim Paskotši dès la 27e minute de jeu laissant les visiteurs en infériorité numérique pour une grande partie de la rencontre. Après un match nul et vierge à l'extérieur contre le Pays de Galles en finale, les Polonais se sont imposés aux tirs au but pour se qualifier pour l'Euro. Lors de l'Euro, ils ont terminé à la dernière place du groupe après avoir perdu 2-1 contre les Pays-Bas, 3-1 contre l'Autriche et fait match nul 1-1 contre la France.
Après avoir été démis de ses fonctions de capitaine en juin, Robert Lewandowski a annoncé qu'il se retirait de l'équipe nationale jusqu'à ce que Probierz ne soit plus sélectionneur. À la suite de la défaite à l'extérieur 2-1 contre la Finlande lors d'un match de qualification pour la Coupe du monde de football 2026, Probierz a démissionné de son poste de sélectionneur. Le 16 juillet 2025, il a été remplacé par Jan Urban.

## Composition

### Joueurs

#### Provenance des joueurs
Jusqu'aux années 1990, la plupart des internationaux jouent dans le Championnat de Pologne. Cependant, l'équipe nationale compte dès les années 1980 des joueurs évoluant à l'étranger. Tous les joueurs polonais de la Coupe du monde de 1938 évoluent en Pologne, c'est également le cas lors de la Coupe du monde de 1974 en revanche lors de la Coupe du monde de 1978 un joueur évolue hors de Pologne, Włodzimierz Lubański qui évolue en Belgique. Sur les 22 joueurs sélectionnés pour la Coupe du monde de 1982, deux évoluent à l'étranger, Grzegorz Lato évoluant lui aussi en Belgique (KSC Lokeren), et  Andrzej Szarmach qui lui joue en France (AJ Auxerre). En 1986 la sélection polonaise compte 4 joueurs évoluent dans d'autres championnats européens, un au Portugal, le gardien Józef Młynarczyk (FC Porto), un évoluant en Allemagne, Stefan Majewski (FC Kaiserslautern) et deux autres en Italie, Władysław Żmuda (US Cremonese) et Zbigniew Boniek (AS Rome).
Le nombre d'internationaux évoluant dans les championnats étrangers augmente donc rapidement au début du XXIe siècle. Ils sont 15 lors des Coupe du monde 2002 et 2006, ils sont seulement treize à l'Euro 2008 puis entre dix-sept lors de l'Euro 2012 disputé à domicile. En 2014, la Pologne occupe le quatorzième rang des pays exportateurs de joueurs vers les cinq grands championnats européens avec vingt joueurs évoluant principalement en Allemagne et en Italie.
À partir des années 2000, la Pologne a intégré des joueurs d'origine étrangère dans son équipe, ce fut le cas d'Emmanuel Olisadebe, attaquant d'origine nigériane évoluant en Pologne au Polonia Varsovie, devenu polonais en 2000, il participe à la Coupe du monde 2002 avec son nouveau pays. En 2008, c'est au tour de Roger Guerreiro, milieu de terrain du Legia Varsovie d'obtenir la nationalité polonaise, il participe à la Euro 2008 quelques mois après sa naturalisation. L'intégration de ces deux joueurs d'origine étrangère s'est difficilement faite au près des supporters polonais. Par la suite la Pologne intègre des joueurs d'origine polonaise désirant défendre les couleurs de ce pays dans son équipe, une nouvelle fois cette intégration suscite la polémique, Jan Tomaszewski ancien gardien de but de l'équipe nationale dans les années 1970 puis député pour le parti droit et justice se montre virulent par rapport à ces joueurs. Lors de l'Euro 2012 disputé à domicile, deux joueurs d'origine française naturalisés polonais font partie de la liste des vingt-trois, il s'agit de Damien Perquis naturalisé en 2011 et de Ludovic Obraniak naturalisé en 2009, la sélection est également composée de trois joueurs qui ont émigré dans leur jeunesse en Allemagne, Adam Matuszczyk, Eugen Polanski et Sebastian Boenisch, les deux derniers ayant même porté les couleurs allemandes dans les sélections de jeunes.

#### Joueurs importants
| Rang | Sélections | Joueur               | Carrière  | Buts |
| ---- | ---------- | -------------------- | --------- | ---- |
| 1    | 158        | Robert Lewandowski   | 2008-     | 85   |
| 2    | 109        | Jakub Błaszczykowski | 2006-2023 | 21   |
| 3    | 103        | Kamil Glik           | 2010-     | 6    |
| 4    | 102        | Michał Żewłakow      | 1999-2011 | 3    |
| 5    | 100        | Grzegorz Krychowiak  | 2008-2023 | 5    |
| 5    | 100        | Grzegorz Lato        | 1971-1984 | 45   |
| 7    | 97         | Kazimierz Deyna      | 1968-1978 | 41   |
| 8    | 96         | Jacek Krzynówek      | 1998-2009 | 15   |
| 8    | 96         | Jacek Bąk            | 1993-2008 | 3    |
| 10   | 94         | Kamil Grosicki       | 2008-     | 17   |

| Rang | Buts | Joueur               | Carrière  | Sélections | Ratio |
| ---- | ---- | -------------------- | --------- | ---------- | ----- |
| 1    | 85   | Robert Lewandowski   | 2008-     | 158        | 0,54  |
| 2    | 48   | Włodzimierz Lubański | 1963-1980 | 75         | 0,64  |
| 3    | 45   | Grzegorz Lato        | 1971-1984 | 100        | 0,45  |
| 4    | 41   | Kazimierz Deyna      | 1968-1978 | 97         | 0,42  |
| 5    | 39   | Ernest Pohl          | 1955-1965 | 46         | 0,85  |
| 6    | 32   | Andrzej Szarmach     | 1973-1982 | 61         | 0,52  |
| 7    | 27   | Gerard Cieślik       | 1947-1958 | 45         | 0,6   |
| 8    | 24   | Zbigniew Boniek      | 1976-1988 | 80         | 0,3   |
| 9    | 21   | Ernest Wilimowski    | 1934-1939 | 22         | 0,95  |
| 9    | 21   | Jakub Błaszczykowski | 2006-2023 | 109        | 1     |

Les joueurs en gras sont encore en activité.
Selon la FIFA, un « Joueur de légende » a joué pour la Pologne, il s'agit de Zbigniew Boniek.

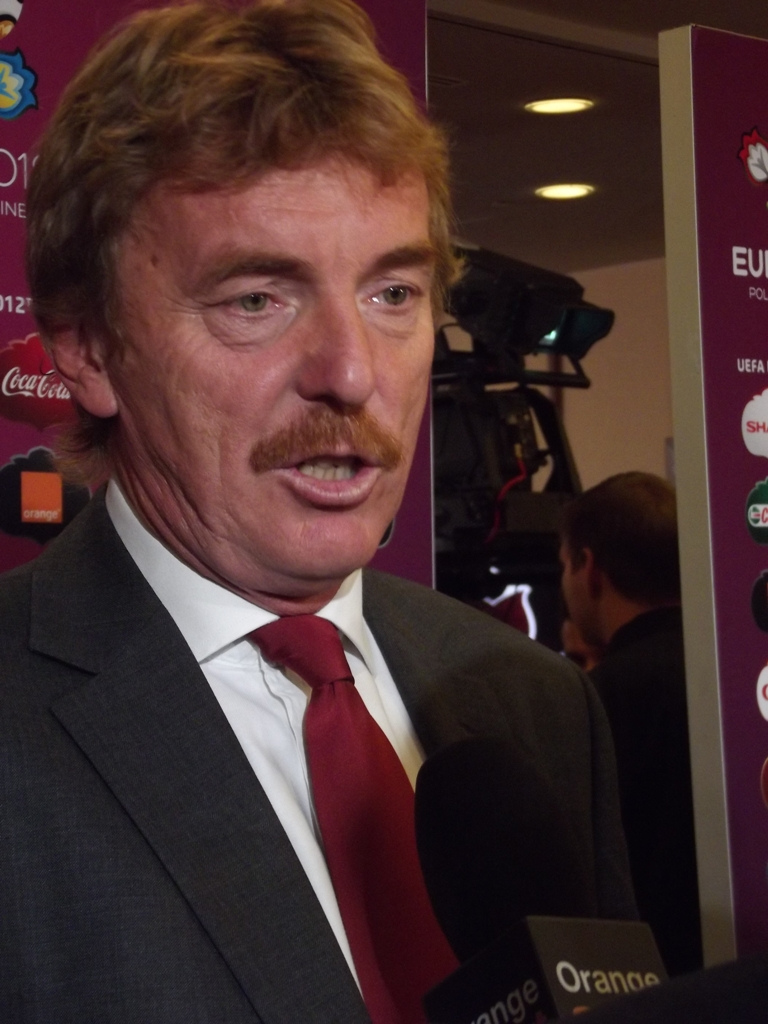
Zbigniew Boniek, seul « Joueur de légende » polonais, ici en 2011.

Zbigniew Boniek est l'un des meilleurs éléments polonais de la fin des années 1970 et des années 1980. Formé au Zawisza Bydgoszcz club de sa ville natale, il rejoint en 1975 le Widzew Łódź, club phare du championnat polonais avec lequel il remportera le titre de champion de Pologne à deux reprises en 1981 et 1982, Boniek fait ses débuts internationaux à seulement 20 ans, le 24 mars 1976 face à l'Argentine. Il dispute trois fois la Coupe du monde, en 1978, 1982 et 1986, et se distingue dès son premier mondial. Remplaçant lors des deux premières rencontres, Boniek est titularisé pour le troisième et dernier match du premier tour contre le Mexique et réalise un doublé. Membre de la sélection quatre ans plus tard en Espagne, il rend son meilleur match en sélection lors du premier match du second tour disputé face à la Belgique, et s'offre lors de cette rencontre un triplé pour une victoire (3-0) des Polonais. Suspendu pour la demi-finale face à l'Italie, il participe à la victoire polonaise (3-2) face la France lors du match pour la troisième place. Il signe en 1982 à la Juventus de Turin où il passe trois saisons au cours desquelles il remporte cinq titres, dont trois européens, la Coupe d'Europe des vainqueurs de coupe 1984, la Supercoupe de l'UEFA 1984 (auteur d'un doublé pour une victoire 2-0 sur Liverpool) et la Coupe des clubs champions 1985 de nouveau face à Liverpool. À l'été 1985, il quitte la Juventus pour l'AS Rome où il passe trois saisons avant de raccrocher les crampons.

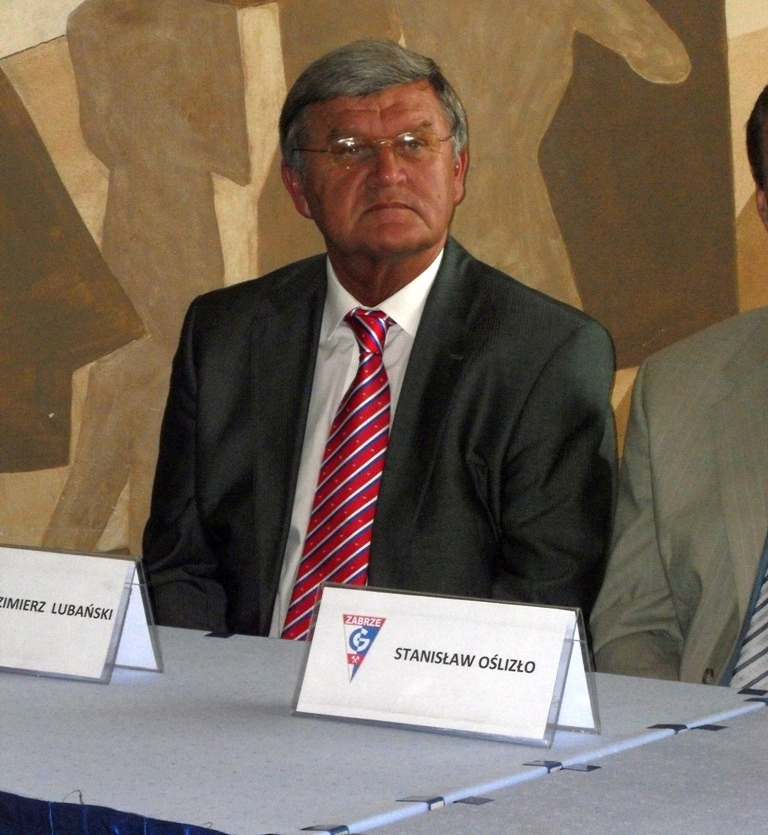
Włodzimierz Lubański, 2e meilleur buteur de l'histoire de la sélection.

Włodzimierz Lubański est un des meilleurs joueurs polonais de tous les temps. Il est nommé par l'UEFA Joueur en or en 2004. Il fait ses débuts internationaux en 1963 à l'âge de seize ans, devenant le plus jeune international polonais de l'histoire,, et marque même à cette occasion son premier but sous le maillot polonais lors de la victoire (9-0) face à la Norvège. Il est le recordman de buts en sélection polonaise, en ayant inscrit 44 en 65 matchs entre 1963 et 1980. Joueur du Górnik Zabrze de 1963 à 1975, il y inscrit 228 buts en 315 matchs, et s'y forge un palmarès impressionnant avec sept titres de champion de Pologne et six Coupes de Pologne. Lubański fait partie du groupe victorieux aux Jeux olympiques de 1972 et marque deux buts lors de la compétition. Il manque la Coupe du monde 1974 à cause d'une grave blessure aux ligaments du genou qui l'éloigne des terrains pendant trois ans. En 1975, il signe au KSC Lokeren en Belgique, obtenant une dérogation pour quitter le pays avant l’âge réglementaire de trente ans en raison de ses blessures physiques récentes. Il retrouve la sélection nationale en 1977 avant de participer à la Coupe du monde 1978. Il passe un total de sept saisons au KSC Lokeren, puis joue en France au Valenciennes-Anzin et au Stade Quimpérois, où il raccroche les crampons en 1985.

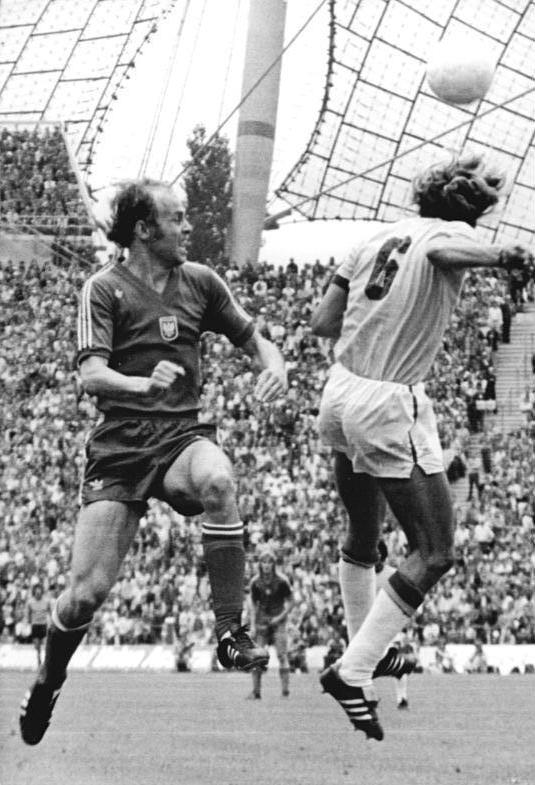
Grzegorz Lato (ici à gauche), attaquant polonais des années 1970.

Grzegorz Lato est aussi un des principaux attaquants polonais de cette génération dorée. Joueur du Stal Mielec de 1969 à 1980 avec lequel il dispute 295 matchs et marque 117 buts, il intègre l'équipe première à l'âge de 19 ans avant de remporter le championnat à deux reprises. Il inscrit 42 buts en 95 matchs pour la sélection polonaise entre 1971 et 1984. Lato remporte le titre olympique en 1972 et termine finaliste en 1976. Il participe également à la Coupe du monde par trois fois, en 1974, édition qu'il termine à la place de meilleur buteur de la compétition avec sept buts, (il est notamment l'auteur du seul but du match pour la troisième place face au Brésil), puis en 1978 en marquant deux buts en six matchs et en 1982 au cours de laquelle il remporte une seconde médaille de bronze en huit ans. En 1980, il rejoint le KSC Lokeren avant de finir sa carrière au Mexique puis au Canada.

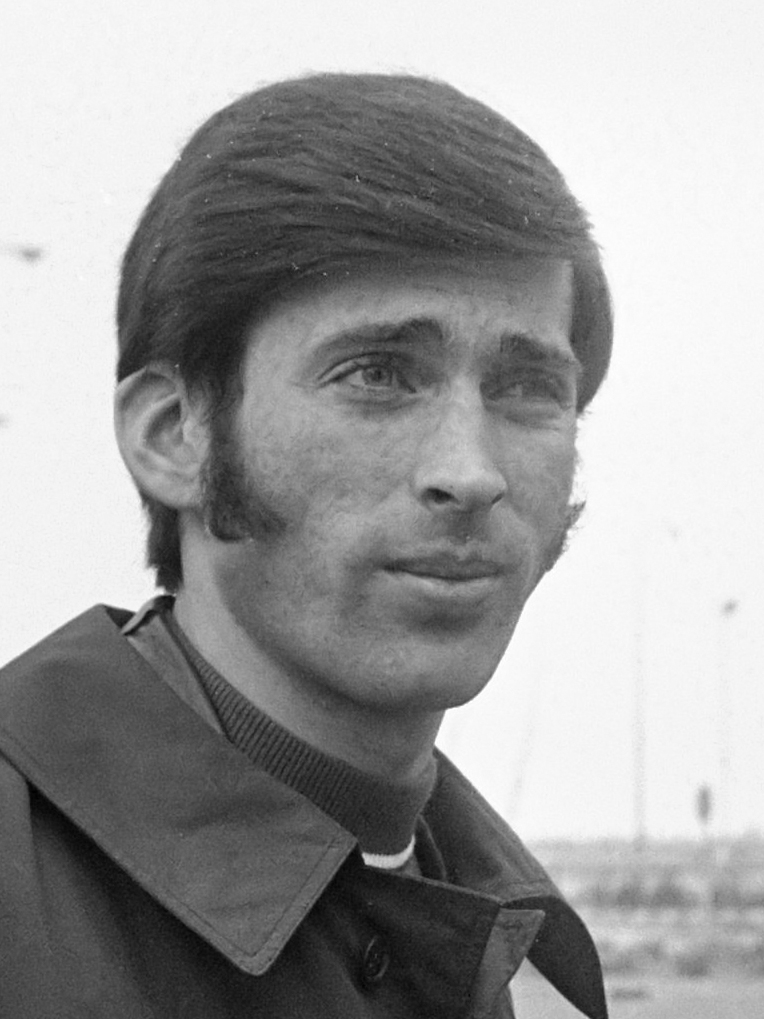
Kazimierz Deyna.

Kazimierz Deyna, joueur du Legia Varsovie de 1966 à 1978, fait ses débuts internationaux en avril 1968. Deyna dispute 85 matchs en sélection et inscrit 33 buts. Il remporte le titre olympique en 1972 et finit également meilleur réalisateur de la compétition avec neuf buts,. En 1973, il devient capitaine de la sélection à la suite de la grave blessure de Lubanski, et termine troisième de la Coupe du monde en 1974. Cette même année, il termine à la troisième place du Ballon d'or derrière Johan Cruijff et Franz Beckenbauer. Aux Jeux olympiques de 1976, il obtient la médaille d'argent. En 1978, il participe à sa seconde Coupe du monde à l'issue de laquelle il met fin à sa carrière internationale. En 1978, il signe à Manchester City où il passe trois saisons, avant de rejoindre en 1981 le club de San Diego, avec lequel il finit sa carrière.

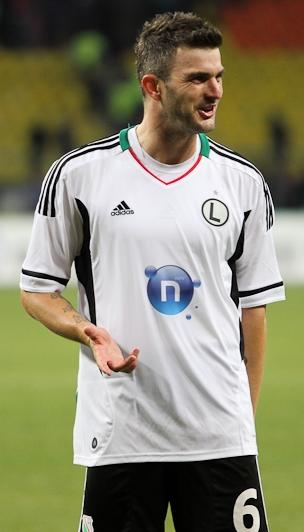
Michał Żewłakow, ancien recordman de sélections sous le maillot polonais.

D'autres joueurs importants faisaient partie de la sélection polonaise au cours de son âge d'or, comme Jan Tomaszewski, gardien de la sélection pendant dix ans, entre 1971 et 1981, et qui compte 59 sélections. Parmi ses principaux faits d'armes, son match impérial à Wembley contre l'Angleterre qui permit la qualification polonaise pour la Coupe du monde 1974. Il s'illustre d’ailleurs lors de la phase finale, devenant le premier portier à repousser deux pénaltys lors d'une même Coupe du monde.
Les grands défenseurs de ces années fastes du football polonais sont Antoni Szymanowski, arrière droit aux 72 sélections entre 1970 et 1980, et Jerzy Gorgoń, international de 1970 à 1978 (45 sélections), tous deux médaillés d'or en 1972 et d'argent en 1976 aux Jeux olympiques, membres de la sélection pour les Coupes du monde 1974 et 1978. On peut également y inclure Wladyslaw Zmuda, international à 86 reprises et auteur de deux buts entre 1973 et 1986. Il est le meilleur jeune joueur de la Coupe du monde 1974, et le joueur polonais à avoir disputé le plus de matches en phase finale de Coupe du monde (21 matchs) ainsi que le troisième joueur au monde sur cette statistique.

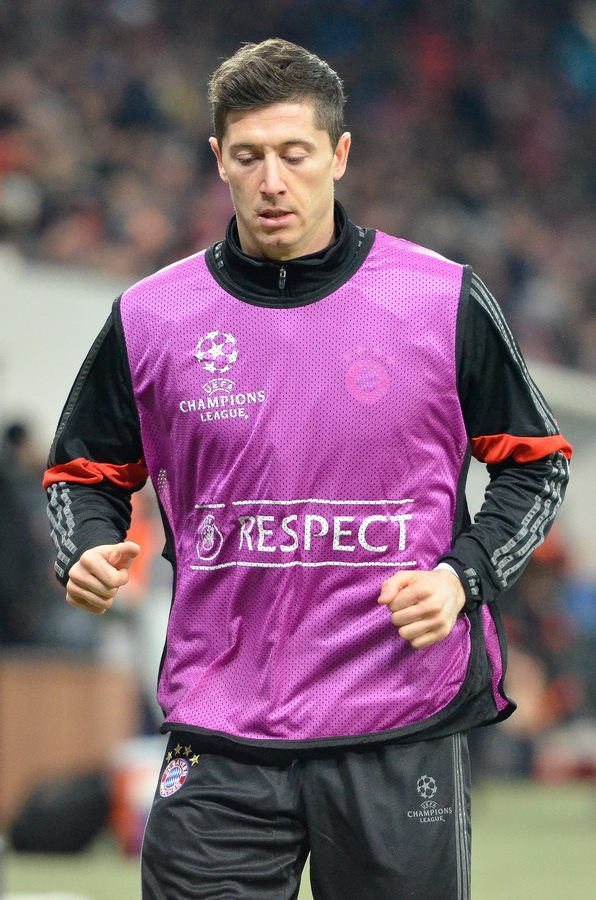
Robert Lewandowski, meilleur joueur polonais des années 2010.

Henryk Kasperczak fait partie des milieux de terrain importants des années 1970. Joueur notamment du Stal Mielec, il fait ses débuts internationaux en 1973 et compte 58 sélections pour cinq buts entre 1973 et 1978. Au niveau des autres attaquants importants de cette époque, on peut évoquer Robert Gadocha, international à 62 reprises et auteur de 12 buts entre 1967 et 1975. Andrzej Szarmach est lui aussi un grand attaquant de son époque, il compte 55 sélections et a inscrit 27 buts. Il est le meilleur buteur des Jeux olympiques 1976 avec neuf buts.
Concernant les joueurs importants des périodes précédant celle dorée des années 1970-80, on peut évoquer Ernest Wilimowski, attaquant pour la Pologne dans les années 1930, l'un des plus grands de son époque. Il évolue entre 1934 et 1939 au Ruch Chorzów, et en 86 rencontres réussit à inscrire 112 buts. En équipe nationale, il est l'auteur de 21 buts en 22 sélections entre 1934 et 1939, et est le premier joueur de l'histoire à avoir inscrit quatre buts en un seul match en phase finale de Coupe du monde, lors d'un match contre le Brésil perdu 6-5 à Strasbourg lors du Mondial 1938. Par la suite, il joue pour l'équipe d'Allemagne à huit reprises pour 13 buts inscrits durant les années 1941-1942. L'attaquant Ernest Pohl fait lui partie des joueurs importants des années 1950-1960 : il compte 42 sélections et 30 buts inscrits en équipe nationale entre 1955 et 1965.
Différents joueurs importants composent la sélection au début du XXIe siècle, notamment du fait de leur nombre important de sélections, comme le défenseur Jacek Bąk, qui fait ses débuts internationaux à l'âge de 19 ans. International de 1993 à 2008, il compte 96 sélections pour trois buts marqués. Le 12 juin 2008, lors de l'Euro 2008, il obtient sa 96e et dernière sélection lors du match face à l'Autriche, devenant ainsi le joueur le plus capé de l'histoire du pays, devançant Grzegorz Lato et ses 95 sélections. Michał Żewłakow est un autre grand nom du football polonais : il fait ses débuts internationaux en 1999, et avec la Pologne jusqu'en 2011, il devient trois ans après Bąk (dont il prend la relève au poste de capitaine) le joueur polonais le plus capé avec 102 sélections. Les deux joueurs participent ensemble à trois grands tournois, la Coupe du monde 2002, la Coupe du monde 2006 et l'Euro 2008. Le milieu de terrain Jacek Krzynówek fait aussi partie des joueurs incontournables des années 2000. Nommé deux fois consécutivement footballeur polonais de l'année en 2003 puis 2004, il est sélectionné à 96 reprises et a également inscrit 15 buts en sélection. Le gardien de but Jerzy Dudek compte 60 sélections entre 1998 et 2013. Passé par plusieurs grands noms du football européen, comme Feyenoord, Liverpool et le Real Madrid, le gardien de but a notamment remporté une Ligue des champions.
Les joueurs importants des années 2010 sont principalement le milieu de terrain Jakub Błaszczykowski, joueur du Wisła Cracovie de 2005 à 2007, du Borussia Dortmund de 2007 à 2015 puis de la Fiorentina depuis 2015, nommé deux fois footballeur polonais de l'année en 2008 puis 2010, international depuis 2006, qui compte 83 sélections pour 17 buts inscrits, capitaine lors de l'Euro 2012 disputé à domicile, et l'attaquant Robert Lewandowski, qui après quatre saisons passées au Borussia Dortmund rejoint en 2014 le Bayern Munich, nommé cinq fois consécutivement footballeur polonais de l'année entre 2011 et 2015, international polonais depuis 2008 et qui a déjà inscrit 85 buts en 158 sélections.

### Sélectionneurs
| Entraîneur         | Période   | M  |
| ------------------ | --------- | -- |
| Antoni Piechniczek | 1981-1997 | 74 |
| Kazimierz Górski   | 1966-1976 | 72 |
| Andrzej Strejlau   | 1989-1993 | 57 |
| Ryszard Koncewicz  | 1950-1970 | 55 |
| Paweł Janas        | 2003-2006 | 51 |
| Leo Beenhakker     | 2006-2009 | 47 |
| Józef Kałuża       | 1932-1939 | 45 |
| Czesław Krug       | 1947-1962 | 39 |
| Franciszek Smuda   | 2009-2012 | 37 |
| Wojciech Łazarek   | 1986-1989 | 32 |
| Ryszard Kulesza    | 1978-1980 | 31 |

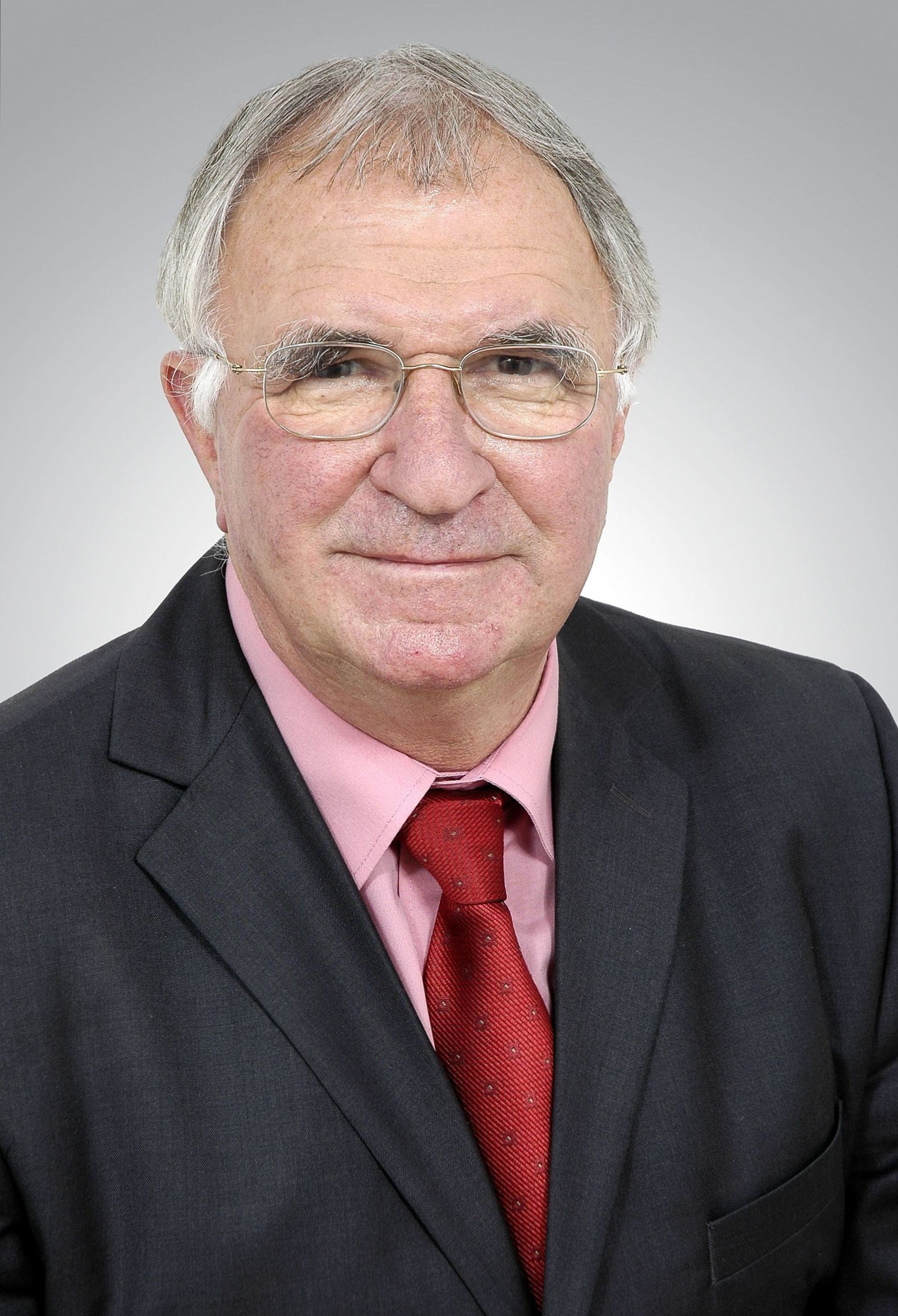
Antoni Piechniczek a dirigé la Pologne durant 74 matchs, un record.

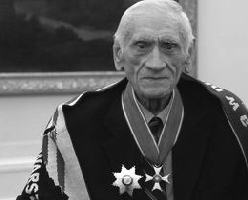
Kazimierz Górski en mars 2006.

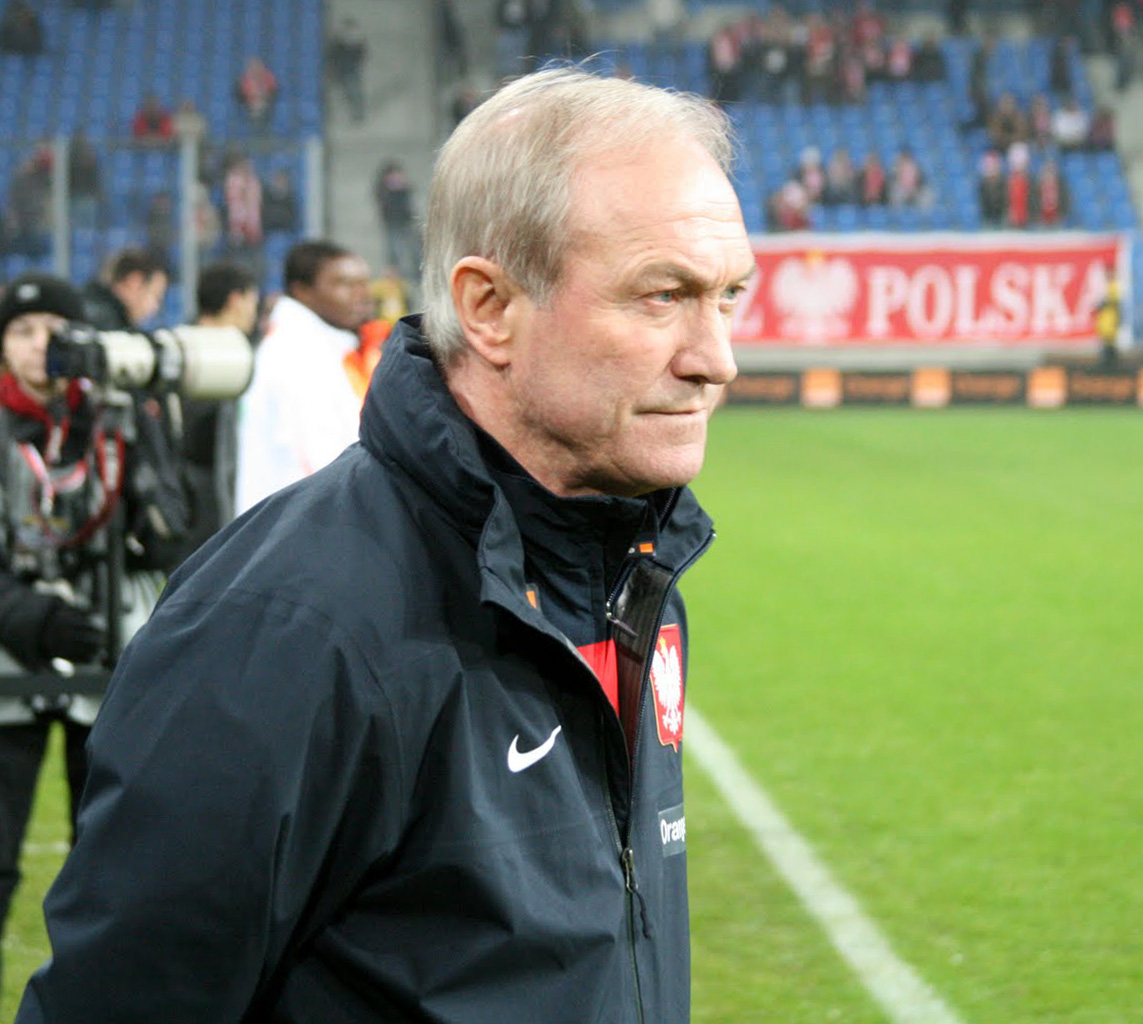
Franciszek Smuda en 2010.

La sélection polonaise est dirigée de ses débuts jusqu'en 1966 par un comité de sélection, fin 1966 Michał Matyas devient le premier sélectionneur de la Pologne, 59 techniciens ont dirigé la Pologne depuis 1921, au total depuis l'instauration du sélectionneur unique en 1966, 23 sélectionneurs se sont succédé sur le banc polonais, Antoni Piechniczek a effectué deux passages à la tête de la sélection polonaise, un premier de 1981 à 1986 puis un second fin des années 1990, Kazimierz Górski fut membre du comité de sélection en 1966 avant de devenir sélectionneur en 1971, à l'époque du comité de sélection de nombreux techniciens ont fait plusieurs passage sur le banc polonais, Krzysztof Pawlak et Stefan Majewski sont les deux seuls sélectionneurs par intérim pour respectivement une et deux rencontres. Seulement trois entraineurs de la Pologne ne sont pas polonais, il s'agit du hongrois Gyula Bíró entraineur lors des Jeux olympiques 1924, du néerlandais Leo Beenhakker sélectionneur entre 2006 et 2009 et du portugais Paulo Sousa nommé en janvier 2021.
Avec 74 rencontres, Antoni Piechniczek est actuellement le technicien comptant le plus de matchs passés sur le banc de la sélection, effectuant deux mandats à la tête de la Pologne. Le premier a lieu entre 1981 et 1986, durant lequel Piechniczek, participe à deux Coupes du monde, en Espagne en 1982, la Pologne terminée sur le podium puis en 1986 au Mexique où il atteint huitièmes de finale. Il est remplacé à l'issue du huitièmes de finale de Coupe du monde, perdue lourdement contre le Brésil. Piechniczek dirige ensuite le club polonais Górnik Zabrze, l'Espérance Tunis puis les sélections tunisienne et émirati avant d'être rappelé au chevet de l'équipe nationale en 1996. Il a pour objectif de qualifier la Pologne pour la Coupe du monde 1998, cette dernière restant sur deux échecs consécutifs. Alors qu'il est dans un groupe difficile en compagnie de l'Angleterre et l'Italie, les premiers résultat sont décevant et ne laisse pas entrevoir une qualification, Piechniczek quitte alors son poste. Il termine sa carrière d'entraîneur au Qatar, au Al-Rayyan SC. Piechniczek quitte alors le monde du football pour s'engager avec succès en politique où il est élu sénateur en 2007.
Kazimierz Górski peut être considéré comme l'un des meilleurs techniciens du pays. Il est membre du comité de sélection en 1966, par la suite, il devient sélectionneur, en poste entre 1971 et 1976, il est sur le banc polonais lors du titre olympique, obtenu à Munich en 1972, durant la phase finale de la Coupe du monde 1974, achevée à la troisième place et lors des Jeux olympiques 1976 de Montréal d'où la Pologne ramène l'argent. Né à Lviv en 1921, Górski effectue la majeure partie de sa carrière de joueur au Legia Varsovie, entre 1945 et 1953, elle évolue au poster d'attaquant, il compte une unique sélection avec l'équipe nationale en 1948. Il devient ensuite entraineur, il commence par entrainer les sélections nationales de jeune, par la suite, il devient entraineur au Legia Varsovie, au KS Lublinianka et au Gwardia Varsovie. En 1966, il fait partie du comité de sélection avant de diriger de nouveau les sélections de jeunes. Il devient sélectionneur en 1971, il reste à ce poste jusqu'en 1976, il quitte son poste après les Jeux olympiques 1976. En tant que sélectionneur unique, il a passé 68 sur le banc pour un bilan de 39 victoires 12 matchs nuls et 17 défaite, il est le sélectionneur comptant le plus de victoires. Par la suite, Górski va exercer sa profession en Grèce où il connait quatre clubs entre 1976 et 1985, le Panathinaïkos, le PAE Kastoria, l'Olympiakos et l'Ethnikós Le Pirée. Cette période grecque est marquée par un intermède d'un an au Legia Varsovie en 1981–1982. Kazimierz Górski prend sa retraite en 1985, il décède d'un cancer le 23 mai 2006 à l'âge de 85 ans.
En 2000, Jerzy Engel est nommé à la tête de la sélection nationale avec pour objectif de se qualifier pour le mondial 2002, il réussit à qualifier la Pologne pour une phase finale de coupe du monde, cependant il n'arrive pas à passer le premier tour, la victoire face aux USA lors de la dernière journée ne lui permet pas de rester à la tête de la sélection à l'issue du tournoi asiatique. Paweł Janas prend les rênes de la sélection au cours des qualifications de l'Euro 2004, il n'arrive pas à qualifier son pays mais il est maintenu à son poste, il réussit en revanche à qualifier son pays pour la Coupe du monde de football 2006. Il ne réussit pas à passer le premier tour perdant ses deux premiers matches contre l'Équateur et l'Allemagne et ne gagnant que le dernier, contre le Costa Rica, à la suite du mondial allemand, Janas est renvoyé de son poste. Malgré cet échec, Janas possède un des meilleurs bilans avec les blancs et rouges, il a dirigé 51 matches pour 31 victoires 6 nuls 14 défaites. Leo Beenhakker prend alors la succession de Janas sur la banc polonais, il est le premier non polonais depuis 1924 à exercer cette fonction, ses débuts à la tête de la Pologne sont un succès, en effet, il est le premier à réussir à qualifier la Pologne à un tournoi européen, à savoir l'Euro 2008. Durant le tournoi l'équipe dirigée par Beenhakker offre une prestation décevante, la Pologne ne réussit pas à se qualifier pour les quarts de finale, la Pologne prend la dernière place du groupe s'inclinant contre l'Allemagne, la Croatie, et en concédant le nul contre l'Autriche. Toujours sous contrat, Leo Beenhakker dirige la Pologne lors des éliminatoires de la Coupe du monde 2010, le 10 septembre 2009, la fédération polonaise met un terme au contrat qui la lie au technicien néerlandais après une défaite en Slovénie qui rend infime les espoirs de qualification pour le mondial.
Franciszek Smuda est alors nommé à la tête de la Pologne en remplacement de Leo Beenhakker avec comme objectif de préparer la Pologne pour son Euro, le contrat prend d’ailleurs échéance en 2012. Malgré 3 ans à la tête de son pays et 37 matchs disputés, le passage de Smuda à la tête de la Pologne est un échec, il ne réussit pas à qualifier son pays pour les quarts de finale, il quitte ses fonctions de sélectionneur à la fin de l'Euro 2012. Waldemar Fornalik lui succède alors avec comme objectif principal de se qualifier pour la coupe du monde 2014 cependant ce dernier a échoué à qualifier son pays, il est alors évincé après seulement 18 matchs. Adam Nawalka est alors nommé pour diriger la sélection polonaise avec pour objectif de se qualifier pour l'Euro 2016, Nawalka signe son premier coup d'éclat par une victoire polonaise face au récent champion du monde allemand, une première en 80 ans.

#### Équipe technique actuelle

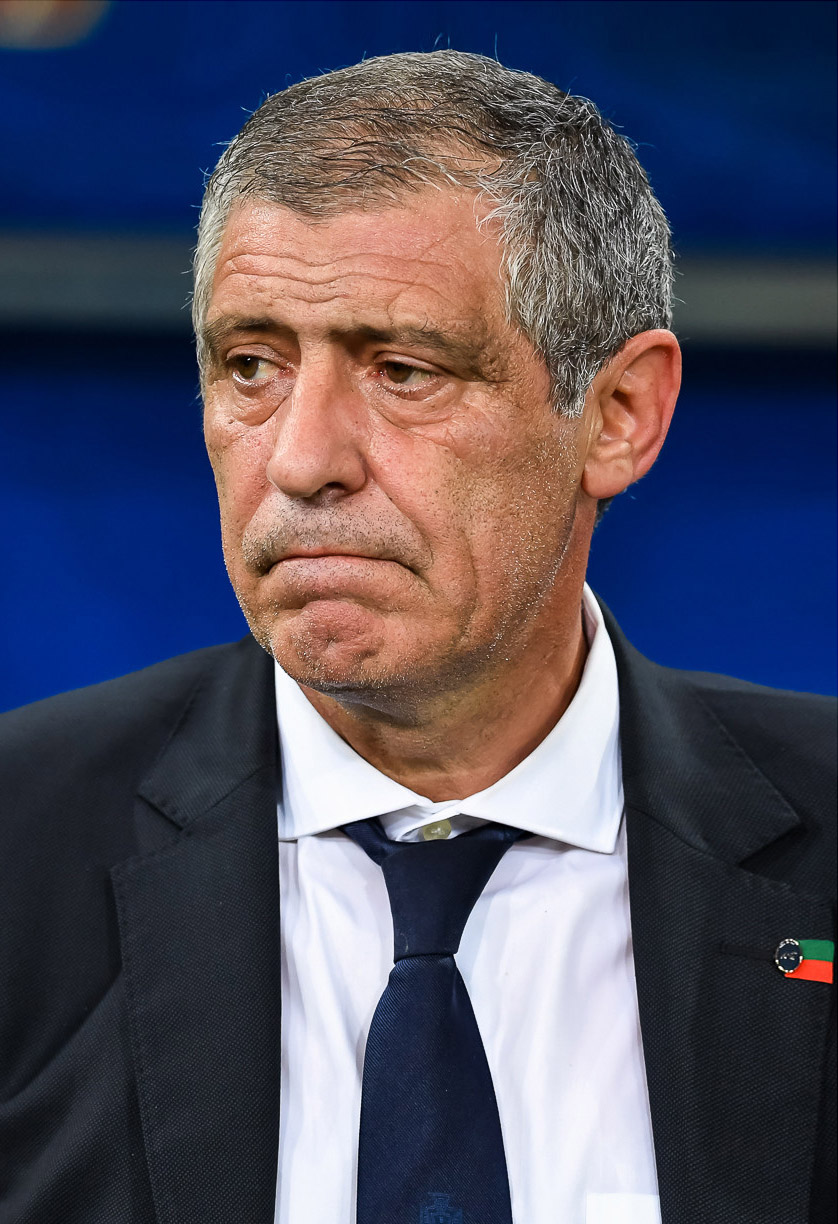
Fernando Santos, sélectionneur de janvier à septembre 2023

Le tableau suivant présente l'équipe technique actuelle de l'équipe nationale,.
| Nom                   | Rôle                            |
| --------------------- | ------------------------------- |
| Jan Urban             | Sélectionneur                   |
| Jacek Magiera         | Sélectionneurs adjoint          |
| Marcin Prasoł         | Sélectionneurs adjoint          |
| Grzegorz Staszewski   | Sélectionneurs adjoint          |
| Andrzej Dawidziuk     | Entraîneurs des gardiens        |
| Józef Młynarczyk      | Entraîneurs des gardiens        |
| Cesar Sanjuan-Szklarz | Préparateurs physique           |
| Hubert Małowiejski    | Analyste de match               |
| Łukasz Gawrjołek      | Responsable logistique          |
| Jakub Rejmoniak       | Analyste vidéo                  |
| Jacek Jaroszewski     | Médecin de l'équipe             |
| Wojciech Herman       | Physiothérapeutes               |
| Paweł Bamber          | Physiothérapeutes               |
| Adam Kurek            | Physiothérapeutes               |
| Marcin Bator          | Physiothérapeutes               |
| Adrian Mierzejewski   | Directeur d'équipe              |
| Paweł Kosedowski      | Intendant                       |
| Paweł Sidorowicz      | Directeur technique adjoint     |
| Tomasz Kozłowski      | Responsable de la communication |

## Infrastructures
| \| Varsovie Cracovie Szczecin Poznań Łódź Kielce Gdańsk Chorzów Bydgoszcz \| Les principales villes d'accueil de la sélection polonaise. |
| Varsovie Cracovie Szczecin Poznań Łódź Kielce Gdańsk Chorzów Bydgoszcz                                                                   |

L'équipe nationale de football polonaise n'a pas véritablement au cours de son histoire de stade national où elle joue l’ensemble de ses matches à domicile. Différentes villes ont accueilli la sélection nationale, notamment Bydgoszcz, Chorzów, Gdańsk, Kielce, Cracovie, Lodz, Poznań, Szczecin, Cracovie et Varsovie.
Le Stade Józef Piłsudski de Cracovie a accueilli les deux premières rencontres à domicile de la Pologne, le 14 mai 1922 la Pologne reçoit la Hongrie puis le 3 juin 1923 la Yougoslavie, la Pologne y dispute un total de six matchs dont cinq au cours des années 1920, la Pologne y fait son retour face au Liechtenstein le 4 juin 2013 après 74 années d’absence. Malgré cette longue absence au Stade Józef Piłsudski les polonais ont au cours de cette même période disputés 15 matchs dans différents stades de la ville de Cracovie.
À partir des années 1930, la Pologne reçoit de nombreux matchs à Varsovie au Stadion Wojska Polskiego, la Pologne y reçoit un total de 72 rencontres, l'enceinte est moins utilisé  entre la fin des années 1940 et les années 1990, aucun match n'y est disputé entre 1971 et 1984, à partir de 1998 la Pologne y dispute de nouveau des rencontres de façon régulières, le stade est rénové entre 2008 et 2011 et est rebaptisé Pepsi Arena.
Au cours des dernières décennies, un grand nombre de matches de la sélection nationale ont été joués dans le Stade de Silésie à Chorzów. La construction du stade a été décidée en 1950 puis achevée en 1956. La Pologne accueil sa première rencontre international dans ce stade le 22 juillet 1956, devant près de 90 000 personnes, la Pologne s'incline (0-2) face à la RDA. Le 20 octobre 1956, la Pologne dispute son second match dans ce stade face à l'URSS, 100 000 spectateurs ont assisté à la victoire polonaise (2-1), cette rencontre détient le record d'affluence pour un match de la Pologne. Depuis 1957, les rencontres les plus importantes se déroulent au Stade de Silésie mais ce n'est qu'en 1993, que le stade est désigné comme le stade national pour les rencontres à domicile de la Pologne. À la suite d'une première rénovation entre 1993 et 1997, la capacité du stade est réduite à 47 202 places. La Pologne y dispute sa dernière rencontre le 14 octobre 2009 face à la Slovaquie. À partir de 2009, le stade est fortement rénové. La Pologne a disputé dans ce stade un total de 55 rencontres pour un bilan de 23 victoires, 18 matchs nuls et 14 défaites.
La Pologne accueillant l'Euro 2012, trois nouveaux stades sont construits, le Stade national de Varsovie d'une capacité de 58 145 places, la PGE Arena Gdańsk, et le Stade municipal de Wrocław, et un est rénové, le Stade INEA de Poznań.
Après l'Euro 2012, le Stade national de Varsovie est utilisé comme le stade à domicile de l'équipe pour les rencontres les plus importantes, ce stade est construit à l'emplacement même de l'ancien Stade du 10e anniversaire (en polonais : Stadion Dziesięciolecia). Ce Stade est le plus grand de Pologne en termes de capacité, il est pour la première fois utilisé par la Pologne face au Portugal le 29 février 2012. C'est également dans ce stade que se déroule le match d'ouverture de l'Euro 2012 face à la Grèce. Au total depuis son inauguration, la Pologne y a disputé onze rencontres.
L'équipe de Pologne a également disputé différents matchs dans les autres stades polonais ayant accueilli l'Euro, principalement des rencontres amicales, PGE Arena Gdańsk fut l'hôte de quartes rencontres amicales des polonais, le Stade municipal de Wrocław de cinq rencontres dont deux matchs officiels, un match de l'Euro et un match de qualification pour la Coupe du monde 2014, le Stade INEA de Poznań a reçu 14 rencontres des polonais dont trois après la rénovation pour l'Euro.

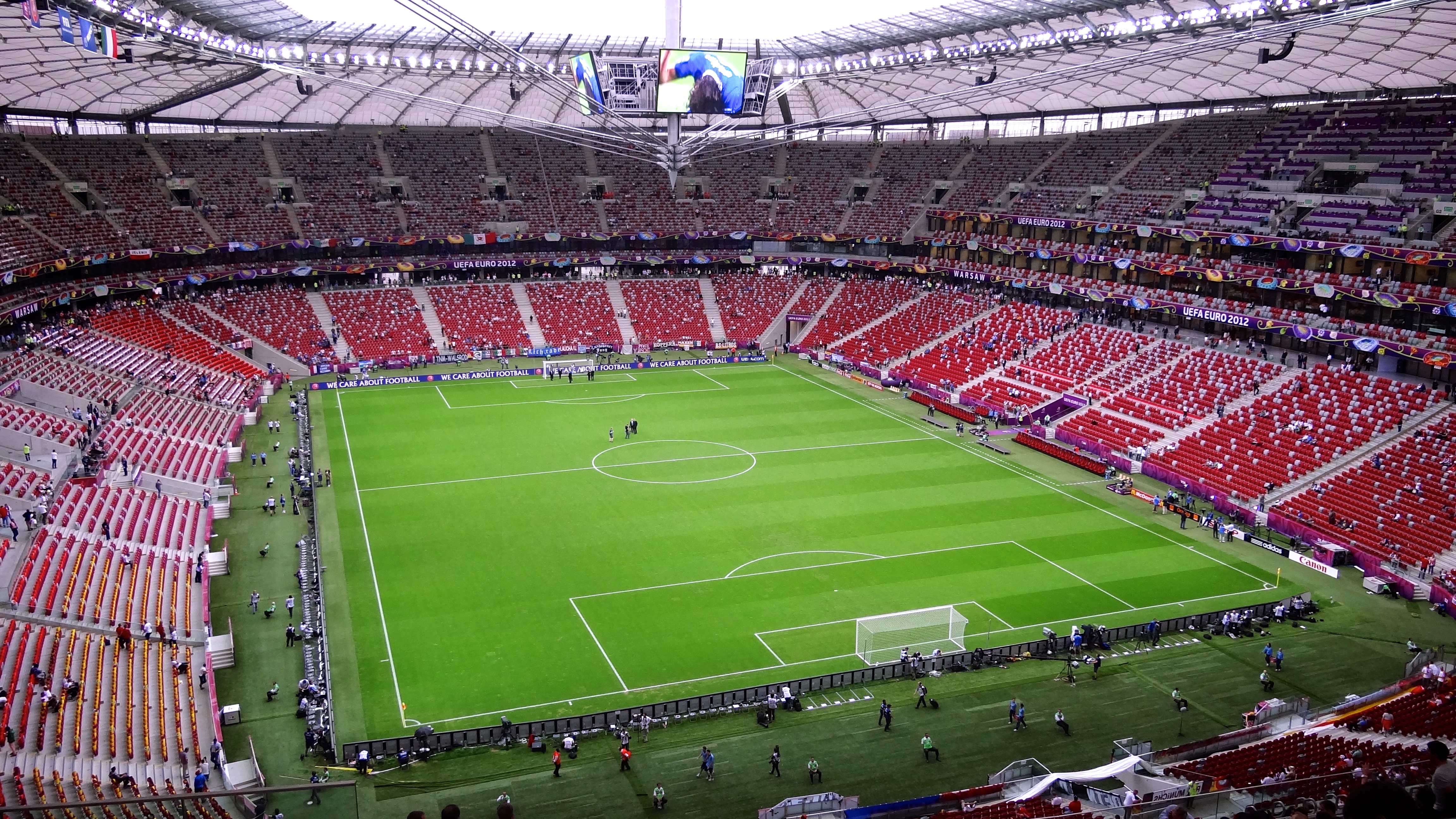
Le Stade national de Varsovie
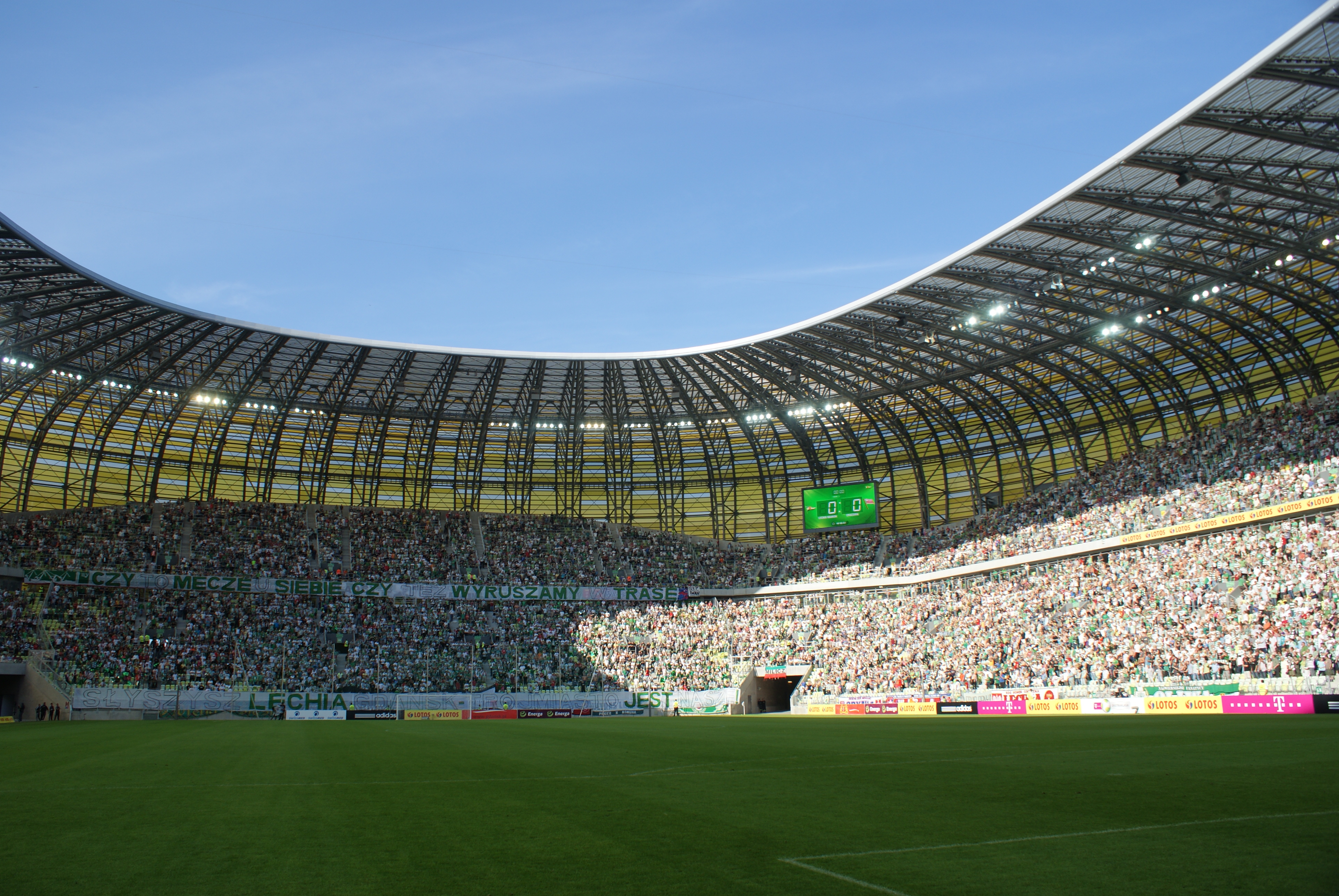
Le PGE Arena Gdańsk
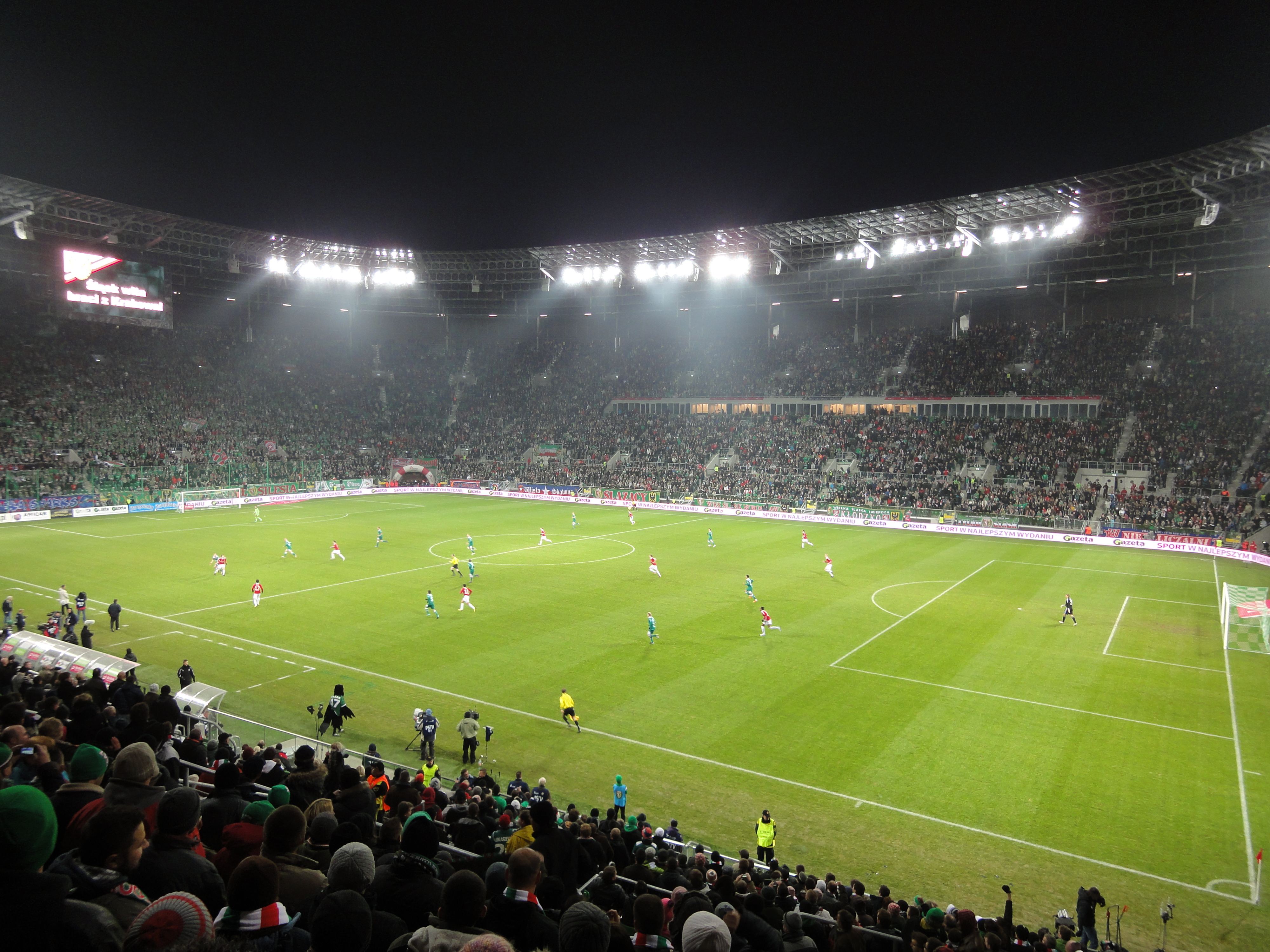
Le Stade municipal de Wrocław
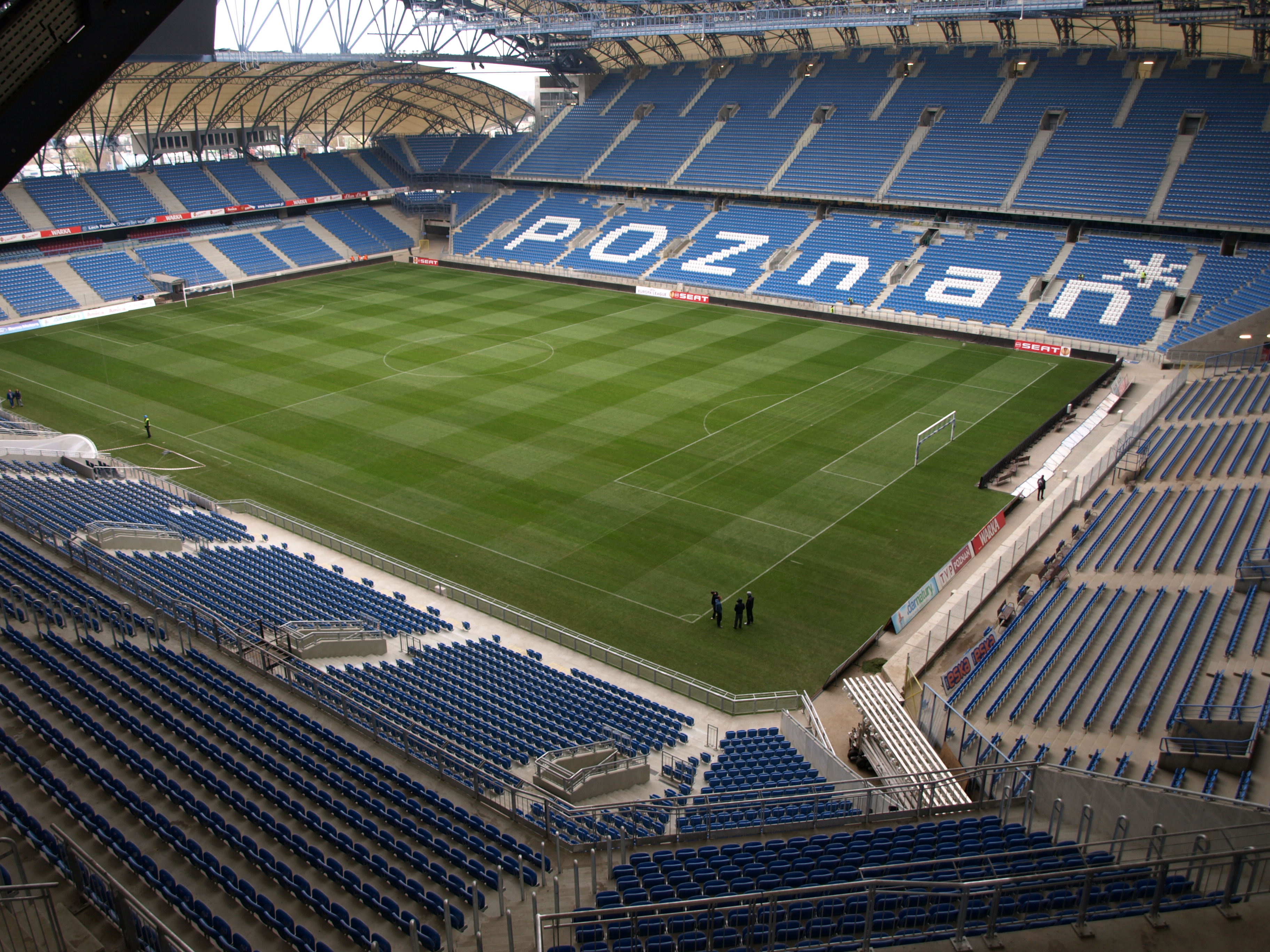
Le Stade INEA de Poznań.

## Résultats

### Palmarès
Le tableau suivant liste le palmarès de l’équipe de Pologne de football dans les différentes compétitions internationales officielles.
Il se compose d'un titre obtenu lors des Jeux olympiques, de deux finales olympique et de deux troisième places en Coupe du monde.
| Coupe du monde                                                  | Compétitions continentales                                          | Jeux olympiques | Tournois amicaux |
| --------------------------------------------------------------- | ------------------------------------------------------------------- | --- | --- |
| - Coupe du monde (9 participations) : - 3e place : 1974 et 1982 | - Championnat d'Europe (5 participations) - Quarts de finale : 2016 | - Jeux olympiques (3 participations comptabilisées par la FIFA, 7 incluant les JO post-1960) : - Vainqueur : 1972 (non reconnu par la FIFA) - Finaliste : 1976 et 1992 (non reconnus par la FIFA) - 4e : 1936 (reconnu par la FIFA) | - Vainqueur de la Nehru Cup 1984 - Vainqueur du Tournoi d'Israël 1988 - Vainqueur du Trofej Marjana 2003 - Vainqueur du Valeriy Lobanovskyi Memorial 2005 - Vainqueur du Tournoi des quatre nations de Chypre 2008 |

### Parcours en Coupe du monde
L’équipe polonaise s'est qualifiée à 9 reprises sur 22 possibles pour la phase finale de la Coupe du monde.
Elle dispute son premier match de qualification le 15 octobre 1933 face à la Tchécoslovaquie (défaite 1-2 à Varsovie).
La Pologne réussit sa meilleure performance en atteignant la troisième place de la compétition à deux reprises, en 1974 (la sélection se classe deuxième du groupe B du second tour derrière la RFA accédant ainsi à la petite finale qu'elle remporte face au Brésil) et en 1982 (éliminée en demi-finale par l'Italie, elle affronte la France pour la place d'honneur et s'impose 3-2). Entre-temps, lors du Mondial 1978, la Pologne atteint pour la deuxième fois consécutive le second tour. En 1938 et 1986, elle est éliminée en huitièmes de finale. La Pologne fait son retour en 2002 dans une phase finale après seize ans d’absence, cependant elle ne parvient pas à passer le premier tour, comme ce sera à nouveau le cas en 2006 et 2018. Elle passe cependant les phases de groupe en 2022, où elle s'arrête en huitièmes de finale.
| Année | Position            |      | Année               | Position |                       | Année | Position |
| 1930  | Non inscrite        | 1974 | 3e place            | 2010     | Non qualifiée         |       |          |
| 1934  | Non qualifiée       | 1978 | 2e tour             | 2014     | Non qualifiée         |       |          |
| 1938  | Huitièmes de finale | 1982 | 3e place            | 2018     | 1er tour              |       |          |
| 1950  | Non inscrite        | 1986 | Huitièmes de finale | 2022     | Huitièmes de finale   |       |          |
| 1954  | Non qualifiée       | 1990 | Non qualifiée       | 2026     | Éliminatoire en cours |       |          |
| 1958  | Non qualifiée       | 1994 | Non qualifiée       | 2030     | À venir               |       |          |
| 1962  | Non qualifiée       | 1998 | Non qualifiée       | 2034     | À venir               |       |          |
| 1966  | Non qualifiée       | 2002 | 1er tour            |          |                       |       |          |
| 1970  | Non qualifiée       | 2006 | 1er tour            |          |                       |       |          |

### Parcours en Championnat d'Europe

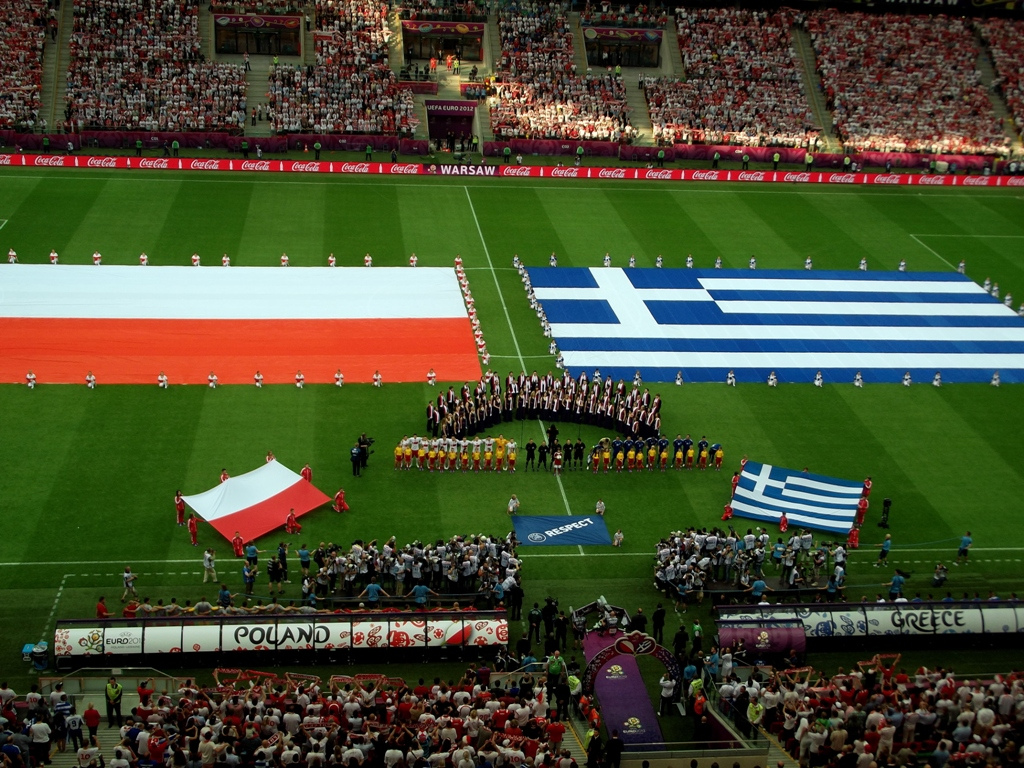
Match d'ouverture de l'Euro 2012

L’équipe polonaise a participé à 5 reprises sur 17 possibles à une phase finale de Championnats d'Europe, elle s'est qualifiée deux fois sur le terrain (éditions 2008 et 2016), pour l'édition 2012, elle est qualifiée d'office en tant que nation co-organisatrice. La sélection polonaise dispute son premier match de qualification le 28 juin 1959 face à l'Espagne. Lors de ses deux premières participations au tournoi final, la Pologne n'a pas réussi à passer le premier tour, terminant par deux fois dernière de son groupe. Mais en 2016, elle réussit cette fois à passer le premier tour en terminant 2e de son groupe, juste derrière l'Allemagne, et se hisse jusqu'en quarts de finale, où elle n'est éliminée par le Portugal, futur vainqueur de la compétition, qu'à l'issue de la séance des tirs au but. Elle ne réussit cependant pas à sortir des poules lors des 2 éditions suivantes.
| Année | Position      |      | Année         | Position |                 | Année | Position |
| 1960  | Non qualifiée | 1988 | Non qualifiée | 2016     | Quart de finale |       |          |
| 1964  | Non qualifiée | 1992 | Non qualifiée | 2020     | 1er tour        |       |          |
| 1968  | Non qualifiée | 1996 | Non qualifiée | 2024     | 1er tour        |       |          |
| 1972  | Non qualifiée | 2000 | Non qualifiée | 2028     | À venir         |       |          |
| 1976  | Non qualifiée | 2004 | Non qualifiée | 2032     | À venir         |       |          |
| 1980  | Non qualifiée | 2008 | 1er tour      |          |                 |       |          |
| 1984  | Non qualifiée | 2012 | 1er tour      |          |                 |       |          |

### Parcours en Ligue des Nations
| Édition   | Ligue | Phase de Groupe | Phase de Groupe | Phase de Groupe | Phase de Groupe | Phase de Groupe | Phase de Groupe | Phase de Groupe | Phase finale | Phase finale  | Phase finale  | Phase finale  | Phase finale  | Phase finale  | Phase finale  | Phase finale  |
| Édition   | Ligue | Class.          | J               | G               | N               | P               | bp              | bc              | Pays hôte    | Résultat      | J             | G             | N             | P             | bp            | bc            |
| --------- | ----- | --------------- | --------------- | --------------- | --------------- | --------------- | --------------- | --------------- | ------------ | ------------- | ------------- | ------------- | ------------- | ------------- | ------------- | ------------- |
| 2018-2019 | A     | 3/3             | 4               | 0               | 2               | 2               | 4               | 6               | 2019         | Non qualifiée | Non qualifiée | Non qualifiée | Non qualifiée | Non qualifiée | Non qualifiée | Non qualifiée |
| 2020-2021 | A     | 3/4             | 6               | 2               | 1               | 3               | 6               | 6               | 2021         | Non qualifiée | Non qualifiée | Non qualifiée | Non qualifiée | Non qualifiée | Non qualifiée | Non qualifiée |
| 2022-2023 | A     | 3/4             | 6               | 2               | 1               | 3               | 6               | 12              | 2023         | Non qualifiée | Non qualifiée | Non qualifiée | Non qualifiée | Non qualifiée | Non qualifiée | Non qualifiée |
| 2024-2025 | A     | 4/4             | 6               | 1               | 1               | 4               | 9               | 16              | 2025         | Non qualifiée | Non qualifiée | Non qualifiée | Non qualifiée | Non qualifiée | Non qualifiée | Non qualifiée |
| Total     | Total | Total           | 22              | 5               | 5               | 12              | 25              | 40              | Total        | Total         | 0             | 0             | 0             | 0             | 0             | 0             |

### Parcours auxJeux olympiques d'été
L’équipe polonaise A a participé six fois aux Jeux olympiques d'été, l'équipe olympique une fois. En 1999, la FIFA décide que les matchs de football disputés dans le cadre des Jeux olympiques à partir des Jeux olympiques de Rome de 1960 ne comptent pas comme sélection nationale en équipe A, à partir de 1992, les phases finales des Jeux olympiques sont disputés par les sélections des moins de 23 ans. La Pologne a réussi sa meilleure performance en remportant une fois le titre olympique, en 1972, en disposant de la Hongrie double tenante du titre en finale sur le score de deux buts à un. La Pologne est également parvenu à ramener deux médailles d'argent en 1976 en s’inclinant face à l'Allemagne de l'Est en finale à Montréal et en 1992 en s’inclinant sur le fil face à l'équipe hôte, l'Espagne en finale à Barcelone. La médaille d'argent de 1992 n'est cependant pas le fait de la sélection A mais de la sélection olympique.
| Année          | Position          |      | Année         | Position    |                                  | Année | Position |
| De 1908 à 1920 | Non inscrite      | 1956 | Forfait       | 1980        | Non qualifiée                    |       |          |
| 1924           | Tour préliminaire | 1960 | 1er tour      | 1984        | Non qualifiée                    |       |          |
| 1928           | Non Participante  | 1964 | Non qualifiée | 1988        | Non qualifiée                    |       |          |
| 1936           | Demi-finale (4e)  | 1968 | Non qualifiée | Depuis 1992 | Compétition disputée par les U23 |       |          |
| 1948           | Non Participante  | 1972 | Vainqueur     |             |                                  |       |          |
| 1952           | 1/8e de finale    | 1976 | Finaliste     |             |                                  |       |          |

### Divers
Au cours de son histoire, la sélection polonaise a disputé diverses compétitions amicales. Dans le cadre de ces tournois, seuls les matchs entre sélections nationales A sont reconnus officiellement par la FIFA.
En 1984, elle participe à la Nehru Cup en Inde, compétition composée de six équipes, quatre sélections nationales A, l'Argentine, la Chine et l'Inde, d'une sélection espoir, la Roumanie et d'un club, le Vasas Budapest SC. Première du premier tournoi, la Pologne remporte la finale face à la Chine. En 1985, elle dispute le Tournoi Querétaro, tournoi d'inauguration du Stade Corregidora, en compagnie de la Bulgarie, du Mexique et de la Suisse, les Polonais terminent le tournoi à la dernière place. En 1988 elle remporte le tournoi d'Israël devançant la Roumanie et Israël. En mai 1990, elle dispute la Marlboro Cup de Chicago, la Pologne termine 3e, battue par la Colombie en demi-finale mais vainqueur du Costa Rica lors du match pour la 3e place. En février 1996, pour le nouvel an chinois, la Pologne dispute la Carlsberg Cup. Défaite par le Japon en demi, elle s'impose pour la 3e place face au Hong Kong League XI. En 1999, la Pologne dispute la Four Nations' Cup; après avoir été défaite par le Brésil XI, la Pologne termine à la troisième place en s'imposant aux tirs au but face à la Nouvelle-Zélande. En 2003, la Pologne remporte le trophée Marjana devant la Croatie et la Macédoine. En 2005, la Pologne dispute en Ukraine le Valeriy Lobanovskyi Memorial, la Pologne remporte le tournoi, écartant la Serbie-et-Monténégro en demi-finale puis en disposant d'Israël en finale. En 2008 à Chypre, la Pologne bat la Finlande en demi-finale avant de remporter le tournoi face à la République tchèque. La Pologne prend part à la King's Cup 2010, les Polonais terminent deuxièmes de la compétition derrière le Danemark.

## Statistiques
Du 18 décembre 1921 au 18 novembre 2014, l'équipe polonaise a joué 785 matchs pour un bilan de 338 victoires, 192 matchs nuls et 255 défaites. Elle a marqué 1 334 buts et en a encaissé 1 076.

### Nations rencontrées
La sélection polonaise a eu l'occasion de rencontrer de nombreuses nations à travers le monde. Elle affronte sa première équipe non-européenne en 1924, lors d'un match amical jouée à domicile contre les États-Unis. L'équipe polonaise se déplace pour la première fois sur un autre continent en 1962 à l'occasion d'une rencontre amical face au Maroc, son premier adversaire africain. En juin 1966, les polonais effectuent une tournée en Amérique du Sud et y affronte ses deux premières nations membres de la CONMEBOL, le Brésil par deux fois puis l'Argentine. En 1970, la Pologne rencontre sa première nation affiliée à la AFC, l'Irak.
En 1976, la Pologne se déplace pour la première fois sur un autre continent pour une complétion officielle à l'occasion des Jeux olympiques de 1976 à Montréal, où elle affronte Cuba, l'Iran, la Corée du Nord le Brésil et l'Allemagne de l'Est. En juin 1999, la Pologne affronte la Nouvelle-Zélande, la première nation venue d’Océanie.

### Adversaires les plus fréquents
L'équipe polonaise a joué au moins 17 matchs contre 19 équipes, toutes européennes à l'exception des États-Unis. Elle a un bilan positif contre 7 d'entre elles, la Finlande, la Bulgarie, l'Irlande, l'Allemagne de l'Est, la Norvège, la Turquie, et la Grèce. La Pologne a un bilan neutre contre les États-Unis et un bilan négatif contre la Roumanie, la Hongrie, la Suède, le Danemark, l'Angleterre, la Tchécoslovaquie, la Yougoslavie, l'Allemagne, la Belgique, la France et les Pays-Bas.
L'adversaire le plus fréquent de la Pologne est la Roumanie, affrontée à 36 reprises depuis 1922. Les deux pays se sont principalement rencontrés en match amical, tandis qu'ils se sont affrontés seulement à quatre reprises en match à enjeu, dans le cadre des qualifications de l'Euro 1996 et des éliminatoires pour la Coupe du Monde 2018. L'équipe polonaise a rencontré 34 fois la Hongrie, dont 25 fois pour un match amical. En 1924, la Hongrie élimine la Pologne lors du Tour préliminaire des Jeux olympiques, en 1936, la Pologne élimine la Hongrie au premier tour, avant de remporter la finale olympique face à la Hongrie en 1972.
| Adversaire           | Joués | Victoires | Matchs nuls | Défaites | Buts pour | Buts contre | Différence |
| -------------------- | ----- | --------- | ----------- | -------- | --------- | ----------- | ---------- |
| Roumanie,            | 36    | 7         | 15          | 14       | 57        | 56          | +1         |
| Hongrie              | 34    | 8         | 5           | 21       | 43        | 92          | -49        |
| Finlande,            | 32    | 20        | 8           | 4        | 74        | 28          | +46        |
| République d'Irlande | 28    | 11        | 11          | 6        | 44        | 30          | +14        |
| Suède                | 28    | 9         | 4           | 15       | 41        | 59          | -18        |
| Bulgarie,            | 24    | 12        | 8           | 4        | 45        | 27          | +18        |
| Allemagne            | 22    | 2         | 7           | 13       | 13        | 34          | -21        |
| Angleterre           | 21    | 1         | 8           | 12       | 13        | 33          | -20        |
| Belgique             | 21    | 7         | 6           | 8        | 27        | 27          | 0          |
| Pays-Bas             | 20    | 3         | 7           | 10       | 20        | 30          | -10        |
| Allemagne de l'Est   | 19    | 9         | 4           | 6        | 26        | 27          | -1         |
| Danemark,            | 19    | 8         | 1           | 10       | 35        | 41          | -6         |
| Tchécoslovaquie      | 19    | 4         | 5           | 10       | 26        | 39          | -13        |
| Yougoslavie          | 19    | 6         | 4           | 9        | 39        | 46          | -7         |
| France               | 18    | 3         | 6           | 9        | 18        | 31          | -13        |
| Norvège,             | 18    | 12        | 3           | 3        | 56        | 23          | +33        |
| Turquie              | 18    | 12        | 3           | 3        | 41        | 13          | +28        |
| États-Unis           | 17    | 7         | 3           | 7        | 36        | 22          | +14        |
| Grèce                | 17    | 10        | 4           | 3        | 30        | 12          | +18        |

### Classement FIFA
La Pologne a connu son meilleur classement FIFA en août 2017 en atteignant la 5e place. Son plus mauvais classement est une 78e place atteinte en novembre 2013. La Pologne a enregistré sa meilleure progression lors du mois d'octobre 2014 avec un gain de 26 places, et au cours du mois d'octobre 2009, elle a enregistré son plus fort recul avec la perte de 20 places au classement mondial. Depuis sa création, le classement moyen de la Pologne se situe autour du 36e rang.
| Année               | 1993 | 1994 | 1995 | 1996 | 1997 | 1998 | 1999 | 2000 | 2001 | 2002 | 2003 | 2004 | 2005 | 2006 | 2007 | 2008 | 2009 | 2010 | 2011 | 2012 |
| ------------------- | ---- | ---- | ---- | ---- | ---- | ---- | ---- | ---- | ---- | ---- | ---- | ---- | ---- | ---- | ---- | ---- | ---- | ---- | ---- | ---- |
| Classement mondial  | 28   | 29   | 33   | 53   | 48   | 31   | 32   | 43   | 33   | 33   | 25   | 25   | 22   | 24   | 22   | 34   | 58   | 73   | 66   | 55   |
| Classement européen | 18   | 18   | 20   | 26   | 25   | 15   | 22   | 25   | 20   | 19   | 16   | 15   | 14   | 17   | 15   | 21   | 31   | 36   | 33   | 28   |

| Année               | 2013 | 2014 | 2015 | 2016 | 2017 | 2018 | 2019 | 2020 | 2021 | 2022 | 2023 | 2024 |
| ------------------- | ---- | ---- | ---- | ---- | ---- | ---- | ---- | ---- | ---- | ---- | ---- | ---- |
| Classement mondial  | 76   | 41   | 34   | 15   | 7    | 20   | 19   | 19   | 27   | 22   | 31   | 35   |
| Classement européen | 36   | 25   | 23   | 10   | 5    | 14   | 13   | 13   | 16   | 12   | 17   | 20   |

Légende du classement (mondial / européen) :
- de 1 à 25 / de 1 à 15
- de 26 à 50 / de 16 à 30
- de 51 à 210 / de 31 à 55

### Records
L'équipe polonaise a obtenu la victoire la plus large de son histoire le 1er avril 2009 en battant la Saint-Marin sur le score de 10-0 lors des qualifications de la Coupe du monde 2010. Le match amical joué le 26 juin 1948 contre le Danemark perdu sur le score de 0-8, reste la plus lourde défaite de son histoire. La Pologne a disputé son match le plus prolifique le 6 septembre 1936 lors d'un match amical face à la Yougoslavie perdu 9-3. Lors d'un match de la sélection polonaise, la plus grande affluence est enregistrée en 1958 lors d'un match amical contre la Hongrie avec 110 000 spectateurs, à l'extérieur la plus grande affluence est enregistrée en 1966 lors d'un match amical face au Brésil au Maracanã.
La Pologne termine meilleur attaque de la Coupe du monde de football 1974 avec 16 buts marqués. Lato termine meilleur buteur de la compétition avec 7 buts.
Au niveau individuel, c'est l'attaquant Robert Lewandowski qui, avec 158 capes, détient le record d'apparitions sous le maillot polonais, devant Jakub Błaszczykowski avec 108 capes. Robert Lewandowski est également, avec 85 buts, le meilleur buteur de l'histoire de la sélection.
Lors d'un match amical disputé le 4 septembre 1963 face à la Norvège, Wlodzimierz Lubanski est devenu à l'âge de 16 ans et 6 mois, le plus jeune joueur de l'histoire de la sélection polonaise, inversement le joueur le plus âgé à porter les couleurs polonaises est Władysław Szczepaniak, international jusqu’à l'âge de 37 ans et 4 mois. Wlodzimierz Lubanski est également le joueur polonais le plus prolifique en un match, il est le seul à avoir réussi un quintuplé, le 20 avril 1969 lors d'un match de qualification face au Luxembourg.

## Identité

### Surnoms
En Pologne, la sélection nationale est généralement surnommée les Blancs et rouges (en polonais : Biało-czerwoni),  mais également les Aigles(en polonais : Orły). Ce sont les deux noms les plus utilisés pour désigner la sélection nationale.

### Couleurs

Emblème de la Pologne présent sur le maillot.

Les tenues de l'équipe nationale de football reflètent les couleurs du drapeau national qui sont le blanc et le rouge. En dehors de petits détails (dans les années 1920, les chaussettes de la tenue domicile étaient rayés), le design du maillot polonais demeurent inchangé depuis 1921. La tenue domicile se compose d'une maillot blanche, d'un short rouge et de chaussettes blanches, la tenue extérieur est généralement entièrement rouge (parfois la tenue extérieur est porté avec un short blanc). Le tenue polonaise est traditionnellement ornée de l'aigle blanc, on trouve généralement l'inscription "POLSKA" en lettres capitales au-dessus de l'aigle. Contrairement à de nombreuses équipes nationales, le logo de la fédération n'est pas toujours présent.
Dans de rares occasions la Pologne utilise un troisième jeu de maillot, généralement noir ou bleu (actuellement bleu marine). La sélection polonaise utilise pour la première fois un maillot autre que rouge ou blanc le 10 octobre 1998, lors des qualifications de l'Euro 2000 face au Luxembourg. Lors de cette rencontre, Nike fournit à la Pologne un maillot noir. À partir de la coupe du monde 2006 puis lors de l'Euro 2008, Puma ajoute à l'aigle blanc l’emblème des hussards polonais Les aigles blancs. Ce logotype est composé d'un ballon au-dessus duquel se trouvent des ailes de la même couleur, sous le logo est écrit Polska,. En 2010, la société Nike crée une nouvelle tenue controversée, un maillot noir avec du blanc et du rouge sur les manches, ce maillot est utilisé le 3 mars 2010 lors de la victoire (2-0) contre la Bulgarie.
Depuis 2009, l'équipementier officiel de la sélection polonaise est Nike, l'équipementier américain a signé un contrat de 6 ans en 2008, ce dernier se terminant fin 2014. De 1994 à 1996, Puma devient une première fois équipementier de la Pologne, entre 1996 et 1998, la Pologne change d'équipementier et signe un premier contrat avec Nike, entre 1998 à 2008 l'équipement polonais est de nouveau fourni par Puma.
En novembre 2011, face à l'Italie au Stade municipal de Wrocław, la nouvelle tenue dans laquelle l'équipe nationale polonaise jouera les matchs du championnat d'Europe 2012 est utilisée. Sur ce maillot se trouve le logo de la fédération, le mot Polska est écrit en dessous. Pour la première fois, l'aigle blanc, l'emblème d'État, n'est pas présent ce qui provoque auprès des supporters polonais une vague d'indignation,. À la suite de protestations de fans, l'aigle blanc emblème de la Pologne est de retour dès le match suivant face à la Hongrie quatre jours plus tard.
Au début de l'année 2014, Nike présente une nouvelle tenue, un maillot blanc avec bande verticale rouge au centre et short blanc, le maillot extérieur est lui rouge avec une bande blanche au centre, un short et des chaussettes rouges,. La nouvelle tenue est portée pour la première fois le 5 mars 2014 au Stade national de Varsovie lors d'un match amical disputé face à l'Écosse.

### Rivalités

#### Rivalité avec l'Allemagne
La Pologne et l'Allemagne entretiennent une importante rivalité liée au contexte historique entre les deux pays, marqué par les guerres, notamment la Seconde Guerre mondiale et l'occupation allemande de la Pologne. Polonais et Allemands se sont rencontrés à de nombreuses reprises depuis leur première rencontre, jouée le 3 décembre 1933, que ce soit en match officiel ou au cours de matchs amicaux.
Les deux sélections, polonaise et allemande, se sont affrontées au cours des campagnes de qualifications pour l'Euro (3 matchs lors des campagnes 1972 et 2016). Elles se sont également rencontrées à l'occasion de 13 rencontres amicales.
Les deux équipes se sont également rencontrées lors de phases finales de compétitions internationales, à trois reprises en Coupe du monde, la première fois en 1974, lors du dernier match du Second tour, demi-finale officieuse remportée par l’Allemagne qui accède à sa finale. En 1978 les deux pays s'affrontent lors d'un terne match d'ouverture puis ils se rencontrent en 2006, les Polonais s’inclinent une nouvelle fois face à leur voisin. Pologne et Allemagne se sont affrontés deux fois en championnat d'Europe, d'abord en 2008, ce match est le premier de la Pologne en phase finale continentale mais il est remporté par l'Allemagne. Cette rencontre est surtout marquée par un avant match tendu attisé par la presse des deux pays. Lors de l'Euro 2016, les deux nations se retrouvent reversés une nouvelle fois dans le même groupe (le groupe C), après avoir déjà croisé le fer lors des éliminatoires de l'Euro 2016, et se quittent sur un score de parité lors de la deuxième journée des phases de poules au Stade de France (0-0).
La Pologne a également rencontré à de nombreuses reprises l'Allemagne de l'Est, nation rivale au sein du bloc de l'est, la Pologne est le premier adversaire de la sélection est-allemande en match officiel, le 21 septembre 1952. Les deux équipes se sont affrontées treize fois en amical, en match officiel ils se sont affrontés deux fois lors des qualifications pour l'Euro 1980, ainsi que deux fois lors des qualifications pour la Coupe du monde 1982. Les deux pays se sont rencontrés également au cours des Jeux Olympiques, en 1972 à Munich, les Polonais battent la RDA en match de groupe, puis en 1976 à Montréal, la RDA prend sa revanche en finale.
La Pologne dispose d'un bilan négatif face à l'Allemagne avec 13 défaites, 7 nuls et 2 victoires, la première obtenue à domicile lors du match aller des éliminatoires de l'Euro 2016 le 11 octobre 2014, tandis que la seconde intervient lors d'une rencontre amicale le 16 juin 2023, toujours à domicile (1-0). Contre l'Allemagne de l'Est, le bilan est meilleur avec 8 victoires, 4 nuls et 5 défaites en 17 rencontres officielles.

#### Rivalité avec la Russie
Polonais et Russes se sont rencontrés à quinze reprises en match officiel. La Pologne a affronté l'Union soviétique seize fois dont onze fois officiellement. Les deux sélections se sont souvent affrontées au fil des campagnes de qualifications pour l'Euro (2 matchs lors des campagnes 1984) ou la Coupe du monde (3 matchs lors des campagnes 1958). Lors des qualifications de la Coupe du monde 1958 les deux sélections terminent à égalité de points, elles disputent un barrage le 24 novembre 1957 à Leipzig remporté par les soviétiques. Le match à enjeu le plus important en phase finale entre les deux équipes a eu lieu en 1982, lors du second tour de la Coupe du monde, la rencontre se solde par un match nul mais offre la qualification aux Polonais. Les deux pays se sont également affrontés cinq fois en match non-officiel, deux fois en qualification des Jeux olympiques 1968, puis en phase finale lors du second tour des Jeux olympiques 1972, match remporté par la Pologne. Les deux pays se sont affrontés à deux reprises en match amical lors de la Nehru Cup 1988.
La Pologne a affronté la Russie à quatre reprises. La première rencontre a eu lieu en 1996 en amical, la seule rencontre en match officiel s'est déroulée lors de l'Euro 2012, et s'est soldée par un match nul. Ce match est marqué par des affrontements entre supporters des deux pays.
La rivalité entre les deux nations a des origines historiques anciennes, elle débute en 1600, par la suite elle est marquée par la Seconde Guerre mondiale notamment l'Invasion soviétique de la Pologne et le Massacre de Katyń ainsi que la Guerre froide avec la domination soviétique sur la Pologne au sein du Bloc de l'Est; cette tension est ravivée à la suite de l'Accident de l'avion présidentiel polonais à Smolensk,,.